# Coupe du monde féminine de football 2023
Navigation
France 2019 Brésil 2027
La Coupe du monde féminine de football 2023 est la neuvième édition de la Coupe du monde féminine de football, une compétition organisée par la FIFA et qui réunit un nombre record de trente-deux sélections féminines. Elle se déroule en Australie et en Nouvelle-Zélande du 20 juillet au 20 août 2023.
Le premier tour de la compétition voit les éliminations de l'Allemagne deux fois championne du monde (2003 et 2007) et du Canada champion olympique en titre, alors que les Américaines doubles tenantes du titre mondial sont sorties en huitièmes de finale par la Suède. La finale, inédite, oppose l'Angleterre à l'Espagne, qui ont respectivement éliminé l'Australie et la Suède en demi-finale. L'équipe scandinave prend la troisième place en battant la nation hôte 2-0.
L'Espagne remporte le titre pour la première fois en prenant le meilleur sur l'Angleterre en finale 1-0, le 20 août à Sydney.

## Préparation de l’événement

### Pays exprimant leur candidature pour accueillir la compétition
Les pays suivants montrent leur intérêt pour organiser la Coupe du monde :
- Australie : le 13 juin 2017, le gouvernement et la fédération australienne de football proposent leur candidature[1].
- Japon : candidat au départ pour la Coupe du monde féminine de football 2019, le pays s'est rétracté en 2013 car le Japon organise déjà la Coupe du monde de rugby à XV 2019, puis les Jeux olympiques d'été de 2020. En reportant sa candidature pour 2023 la compétition peut profiter des nouveaux équipements créés par les événements précédents[2].
- Thaïlande : le 25 juin 2015 la fédération  propose sa candidature[3].
- Nouvelle-Zélande : après avoir organisé la Coupe du monde de football des moins de 20 ans 2015, le pays propose sa candidature en mai 2015[4].
- Colombie : le pays dépose sa candidature le 23 août 2016[5], pour pouvoir organiser cet événement la FIFA demande au pays organisateur d'avoir un championnat national féminin, le premier Championnat de Colombie féminin de football démarre en 2017.
- Afrique du Sud : la candidature est annoncée le 4 juin 2018[6].

Le 17 avril 2019, la FIFA dévoile la liste des neuf nations candidates à l'organisation de la coupe du monde :
- Afrique du Sud
- Argentine
- Australie
- Bolivie
- Brésil
- Colombie
- Corée unifiée[a]
- Japon
- Nouvelle-Zélande.

Le 3 septembre 2019, toutes les nations à l'exception de la Bolivie confirment leur participation à la procédure de candidature.
Le 13 décembre 2019, la liste est restreinte à quatre candidatures, tandis que l'Australie et la Nouvelle-Zélande ont soumis une candidature conjointe. Le Brésil retire sa candidature le 8 juin 2020, deux semaines avant le vote en raison d'une incapacité à fournir des garanties du gouvernement fédéral en raison de «l'austérité économique et fiscale» résultant de la pandémie de COVID-19. Il apporte son soutien à la candidature de la Colombie. Le Japon retire sa candidature le 22 juin en soutien à la candidature de l'Australie et de la Nouvelle-Zélande.
Les deux candidatures restantes sont donc :
- Australie /  Nouvelle-Zélande
- Colombie

### Désignation du pays hôte
Le Conseil de la FIFA officialise le processus décisionnel de sélection du pays organisateur le 15 mars 2019 : 
- après le dépôt des candidatures jusqu'au 4 octobre 2019, la FIFA évalue les dossiers reçus et rejette toutes les candidatures ne répondant pas aux exigences minimales ;
- en février 2020, la FIFA publie les rapports d'évaluation des candidatures ;
- en mars 2020, le Conseil choisit le ou les pays organisateurs, le résultat des votes étant rendu public.

Après la décision du Comité exécutif de la FIFA d'étendre la compétition à 32 équipes le 31 juillet 2019, le calendrier est amendé : 
- en août 2019, une circulaire est envoyée aux associations membres de la FIFA avec un délai de réponse court pour que les associations candidates confirment leur intérêt et que d'autres associations puissent se manifester ;
- après le dépôt des candidatures jusqu'en décembre 2019, la FIFA évalue les dossiers reçus et rejette toutes les candidatures ne répondant pas aux exigences minimales ;
- en avril 2020, la FIFA publie les rapports d'évaluation des candidatures ;
- le 25 juin 2020, le Conseil choisit la candidature commune de l'Australie et de la Nouvelle-Zélande comme pays hôtes de la compétition[11],[12].

## Villes et stades retenus
Les villes hôtes, sites et capacités suivantes ont été inclus dans le dossier de candidature soumis à la FIFA.

### Australie
| Sydney                                   | Sydney                                         | Brisbane                                       | Melbourne                     |
| ---------------------------------------- | ---------------------------------------------- | ---------------------------------------------- | ----------------------------- |
| Stadium Australia                        | Sydney Football Stadium                        | Brisbane Stadium                               | Melbourne Rectangular Stadium |
| Capacité : 83 500                        | Capacité : 42 512                              | Capacité : 52 263                              | Capacité : 30 052             |
|                                          |                                                |                                                |                               |
| Perth                                    | \| Sydney Brisbane Melbourne Perth Adélaïde \| | \| Sydney Brisbane Melbourne Perth Adélaïde \| | Adelaide                      |
| Perth Rectangular Stadium                | \| Sydney Brisbane Melbourne Perth Adélaïde \| | \| Sydney Brisbane Melbourne Perth Adélaïde \| | Hindmarsh Stadium             |
| Capacité : 22 225                        | \| Sydney Brisbane Melbourne Perth Adélaïde \| | \| Sydney Brisbane Melbourne Perth Adélaïde \| | Capacité : 18 435             |
|                                          | \| Sydney Brisbane Melbourne Perth Adélaïde \| | \| Sydney Brisbane Melbourne Perth Adélaïde \| |                               |
| Sydney Brisbane Melbourne Perth Adélaïde |                                                |                                                |                               |

### Nouvelle-Zélande
| Auckland                             | Wellington                                 | Dunedin                                    |
| ------------------------------------ | ------------------------------------------ | ------------------------------------------ |
| Eden Park                            | Wellington Regional Stadium                | Dunedin Stadium                            |
| Capacité : 48 276                    | Capacité : 39 000                          | Capacité : 28 744                          |
|                                      |                                            |                                            |
| Hamilton                             | \| Wellington Auckland Dunedin Hamilton \| | \| Wellington Auckland Dunedin Hamilton \| |
| Waikato Stadium                      | \| Wellington Auckland Dunedin Hamilton \| | \| Wellington Auckland Dunedin Hamilton \| |
| Capacité : 25 111                    | \| Wellington Auckland Dunedin Hamilton \| | \| Wellington Auckland Dunedin Hamilton \| |
|                                      | \| Wellington Auckland Dunedin Hamilton \| | \| Wellington Auckland Dunedin Hamilton \| |
| Wellington Auckland Dunedin Hamilton |                                            |                                            |

## Acteurs de la Coupe du monde

### Équipes qualifiées
En tant que pays organisateur, l'équipe d'Australie est qualifiée d'office pour sa huitième participation à une phase finale de Coupe du monde, après les éditions 1995, 1999, 2003, 2007, 2011, 2015 et 2019.
En tant que pays organisateur, l'équipe de Nouvelle-Zélande est qualifiée d'office pour sa sixième participation à une phase finale de Coupe du monde, après les éditions 1991, 2007, 2011, 2015 et 2019.
Le bureau du Conseil de la FIFA officialise le 24 décembre 2020 la répartition des places par continent.
Pour la première fois, la compétition accueille 32 équipes au lieu de 24 pour l’édition précédente. Les primes versées aux participantes vont également augmenter.
| Europe (UEFA) 11 ou 12 places | Amérique du Sud (CONMEBOL) 3 à 5 places | Afrique (CAF) 4 à 6 places |
| --- | --- | --- |
| - Allemagne : 9e phase finale - Norvège : 9e phase finale - Suède : 9e phase finale - Angleterre : 6e phase finale - Danemark : 5e phase finale - France : 5e phase finale - Italie : 4e phase finale - Espagne : 3e phase finale - Pays-Bas : 3e phase finale - Suisse : 2e phase finale - République d'Irlande : 1re phase finale - Portugal : 1re phase finale | - Brésil : 9e phase finale - Argentine : 4e phase finale - Colombie : 3e phase finale                                                                                          | - Nigeria : 9e phase finale - Afrique du Sud : 2e phase finale - Maroc : 1re phase finale - Zambie : 1re phase finale                                                                |
| Océanie (OFC) 1 place dont une au pays hôte | Amérique du Nord, Centrale et Caraïbes (CONCACAF) 4 à 6 places | Asie (AFC) 6 places dont une au pays hôte |
| - Nouvelle-Zélande PO : 6e phase finale | - États-Unis T : 9e phase finale - Canada : 8e phase finale - Costa Rica : 2e phase finale - Jamaïque : 2e phase finale - Haïti : 1re phase finale - Panama : 1re phase finale | - Japon : 9e phase finale - Australie PO : 8e phase finale - Chine : 8e phase finale - Corée du Sud : 4e phase finale - Philippines : 1re phase finale - Viêt Nam : 1re phase finale |

### Arbitres
Le 10 janvier 2023, la Commission des arbitres de la FIFA publie le choix des 33 arbitres et 57 arbitres assistants. Le 9 janvier 2023 La FIFA a annoncé que 19 arbitres assistants vidéo (VAR) avaient été nommés. Pour la première fois en Coupe du monde féminine, la commission des arbitres de la FIFA a nommé six arbitres assistantes vidéo.
| Confédération | Arbitres | Arbitres assistantes | Arbitres assistants vidéo |
| ------------- | --- | --- | --- |
| AFC           | - Kate Jacewicz - Kim Yu-jeong - Oh Hyeon-jeong - Casey Reibelt - Yoshimi Yamashita | - Joanna Charaktis - Xie Lijun - Mohammadreza Abolfazli - Makoto Bozono - Naomi Teshirog - Ramina Tsoi - Kim Kyoung-min - Lee Seul-gi - Park Misuk - Heba Saadia | - Abdulla Al-Marri - Chris Beath - Muhammad Bin-Jahari                                                                                           |
| CAF           | - Vincentia Amedome - Bouchra Karboubi - Akhona Makalima - Salima Mukansanga | - Carine Atezambong Fomo - Mary Njoroge - Fanta Kone - Soukaina Hamdi - Fatiha Jermoumi - Queency Victoire - Diana Chikotesha | - Adil Zourak |
| CONCACAF      | - Marianela Araya - Marie-Soleil Beaudoin - Myriam Marcotte - Melissa Borjas - Katia García - Ekaterina Koroleva - Tori Penso                                                                                       | - Chantal Boudreau - Shirley Perello - Stephanie Yee Sing - Enedina Caudillo - Karen Diaz Medína - Sandra Ramirez - Mijensa Rensch - Felisha Mariscal - Brooke Mayo - Kathryn Nesbitt | - Carol Anne Chenard - Drew Fischer - Tatiana Guzman - Armando Villarreal                                                                        |
| CONMEBOL      | - Edina Alves Batista - Emikar Calderas Barrera - María Belén Carvajal - Anahi Fernandez - María Laura Fortunato | - Daiana Milone - Mariana de Almeida - Neuza Back - Leila Moreira da Cruz - Loreto Toloza - Leslie Vásquez - Mary Blanco Bolívar - Monica Amboya - Migdalia Rodríguez Chirino | - Salomé Di Iorio - Daiane Muniz dos Santos - Nicolás Gallo - Juan Soto                                                                          |
| OFC           | - Anna-Marie Keighley | - Sarah Jones - Maria Salamasina | |
| UEFA          | - Iuliana Demetrescu - Maria Sole Ferrieri Caputi - Cheryl Foster - Stéphanie Frappart - Marta Huerta de Aza - Lina Lehtovaara - Ivana Martinčić - Kateryna Monzul - Tess Olofsson - Esther Staubli - Rebecca Welch | - Sanja Rođak-Karšić - Polyxeni Irodotou - Lucie Ratajová - Natalie Aspinall - Guadalupe Porras Ayuso - Karolin Kaivoja - Élodie Coppola - Katrin Rafalski - Chrysoula Kourompylia - Anita Vad - Michelle O'Neill - Francesca Di Monte - Franca Overtoom - Paulina Baranowska - Mihaela Tepusa - Susanne Küng - Maryna Striletska | - Ella De Vries - Marco Fritz - Sian Massey-Ellis - Massimiliano Irrati - Pol van Boekel - Alejandro Hernández Hernández - Juan Martínez Munuera |

## Phase finale

### Tirage au sort
Le tirage au sort de la phase finale du Mondial 2023 a lieu le 22 octobre 2022 à l'Aotea Centre à Auckland. À l'heure du tirage au sort, trois participants restent à déterminer. Les équipes en question, qui se qualifieront lors des barrages intercontinentaux en février 2023 et dont l'identité n'est pas encore connue, sont placées dans le chapeau 4 en vue du tirage.
Le tirage au sort est effectué de sorte que chaque groupe contienne des équipes venant de confédérations différentes, à l'exception de l'Europe (un groupe pouvant contenir deux équipes européennes) et éventuellement de l'une ou l'autre des autres confédérations qui, en fonction des résultats des barrages intercontinentaux à venir, peut être représentée par deux équipes dans un groupe.
| Chapeau 1 | Chapeau 2                                                                                           | Chapeau 3 | Chapeau 4 |
| --- | --------------------------------------------------------------------------------------------------- | --- | --- |
| Australie (pays hôte) (13) Nouvelle-Zélande (pays hôte) (22) États-Unis (1) Suède (2) Allemagne (3) Angleterre (4) France (5) Espagne (6) | Canada (7) Pays-Bas (8) Brésil (9) Japon (11) Norvège (12) Italie (14) Chine (15) Corée du Sud (17) | Danemark (18) Suisse (21) République d'Irlande (24) Colombie (27) Argentine (29) Viêt Nam (34) Costa Rica (37) Jamaïque (43) | Nigeria (45) Philippines (53) Afrique du Sud (54) Maroc (76) Zambie (81) Barr. Voie A Portugal (23) Barr. Voie B Haïti (56) Barr. Voie C Panama (57) |

| Groupe A              | Groupe B                  | Groupe C            | Groupe D          |
| --------------------- | ------------------------- | ------------------- | ----------------- |
| Nouvelle-Zélande (26) | Australie (10)            | Espagne (6)         | Angleterre (4)    |
| Norvège (12)          | République d'Irlande (22) | Costa Rica (36)     | Haïti (53)        |
| Philippines (46)      | Nigeria (40)              | Zambie (77)         | Danemark (13)     |
| Suisse (20)           | Canada (7)                | Japon (11)          | Chine (14)        |
| Groupe E              | Groupe F                  | Groupe G            | Groupe H          |
| États-Unis (1)        | France (5)                | Suède (3)           | Allemagne (2)     |
| Viêt Nam (32)         | Jamaïque (43)             | Afrique du Sud (54) | Maroc (72)        |
| Pays-Bas (9)          | Brésil (8)                | Italie (16)         | Colombie (25)     |
| Portugal (21)         | Panama (52)               | Argentine (28)      | Corée du Sud (17) |

Les groupes A, C, E et G jouent en Nouvelle-Zélande tandis que les groupes B, D, F et H jouent en Australie.

### Premier tour
Le format du premier tour est celui d'un tournoi toutes rondes simple. Chaque équipe joue un match contre toutes les autres équipes du même groupe.
- Victoire : 3 points ;
- Match nul : 1 point ;
- Défaite : 0 point.

En cas d'égalité de points entre équipes dans un groupe, les critères de classement sont utilisés suivant:
1. la meilleure différence de buts ;
2. le plus grand nombre de buts ;

Sur la base des deux critères susmentionnés, si deux équipes ou plus restent à égalité, elles sont départagées suivant :
1. le plus grand nombre de points obtenus entre les équipes concernées ;
2. la meilleure différence de buts particulière entre les équipes concernées ;
3. le critère disciplinaire suivant le barème négatif : 1 point pour un avertissement non suivi d'une expulsion, 3 points pour le second avertissement dans un même match entraînant une expulsion, 4 points pour une expulsion directe, 5 points pour un avertissement suivi plus tard d'une expulsion directe ;

(si le départage n'est pas possible après épuisement de tous les critères, un tirage au sort est effectué en dernier recours)

À l'issue de ce classement, le premier et le deuxième de chaque groupe sont qualifiés pour les huitièmes de finale.
Abréviations
- Pts : nombre de points
- J : nombre de matchs joués
- G : nombre de matchs gagnés
- N : nombre de matchs nuls
- P : nombre de matchs perdus
- BP : nombre de buts marqués (« buts “pour” »)
- BC : nombre de buts encaissés (« buts “contre” »)
- Diff : différence de buts (BP-BC)

- Classement

- Équipe qualifiée
- Équipe éliminée

Équipe en caractère gras = Équipe qualifiée
- Rencontre :

Équipe en caractère gras = Équipe victorieuse

#### Groupe A
| Rang | Équipe              | Pts | J | G | N | P | Bp | Bc | Diff |  | Résultats (▼ dom., ► ext.) |  |     |     |     |
| ---- | ------------------- | --- | - | - | - | - | -- | -- | ---- |  | -------------------------- |  | --- | --- | --- |
| 1    | Suisse              | 5   | 3 | 1 | 2 | 0 | 2  | 0  | +2   |  | Suisse                     |  | 0-0 | 0-0 | 2-0 |
| 2    | Norvège             | 4   | 3 | 1 | 1 | 1 | 6  | 1  | +5   |  | Norvège                    |  |     | 0-1 | 6-0 |
| 3    | Nouvelle-Zélande PO | 4   | 3 | 1 | 1 | 1 | 1  | 1  | 0    |  | Nouvelle-Zélande           |  |     |     | 0-1 |
| 4    | Philippines         | 3   | 3 | 1 | 0 | 2 | 1  | 8  | -7   |  | Philippines                |  |     |     |     |

Lors du match d'ouverture le pays hôte, la Nouvelle-Zélande, parvient à se défaire de la Norvège sur la plus petite des marges.
Dans le deuxième match de la poule A, la Suisse réussit son entrée en matière en s'imposant 2-0 contre les Philippines, dans une partie marquée par de nombreux arrêts effectués par la gardienne philippine, Olivia Davies-McDaniel.
Dans le troisième match, le pays hôte n'arrive pas à confirmer le bon résultat obtenu contre la Norvège dans un match qu'il aura pourtant dominé en termes d'occasions nettes (tirs cadrés notamment). Plusieurs faits de jeu ont joué en la défaveur des Kiwis : un but refusé pour hors-jeu à Jacqui Hand par la VAR, une faute de main de la gardienne néo-zélandaise Victoria Esson qui a concédé un but en première période. L'équipe philippine en a profité pour prendre l'avantage assez tôt dans le match et a ensuite longtemps défendu son avantage (avec là encore plusieurs arrêts d'Olivia Davies-McDaniel) contre l'équipe locale.
Dans le quatrième match, Suissesses et Norvégiennes se quittent dos à dos dans après un match fermé avec peu d'occasions nettes et l'absence remarquée de Hegerberg côté norvégien qui quitte le terrain quelques minutes avant le coup d'envoi, étant blessée à l'aine. Ce résultat nul met l'équipe norvégienne dans une position difficile pour une éventuelle qualification pour les 1/8 de finale à la suite de sa défaite dans le match inaugural de la compétition.
Lors de la dernière journée, la Norvège affronte les Philippines dans un match décisif pour la qualification en 1/8 de finale. L'ouverture du score norvégienne est très rapide et va augurer d'une partie à sens unique qui va vite tourner à la démonstration. L'équipe philippine prend l'eau et accumule les faits de jeu défavorables : un but contre son camp de Barker ainsi qu'un carton rouge pour Harrison. Ce résultat élimine donc les Philippines et qualifie la Norvège pour les 1/8 de finale.
Dans le second match, les Néo-Zélandaises doivent à tout prix s'imposer contre les Suissesses pour continuer la compétition. Cependant, malgré de meilleures intentions offensives, le manque de réalisme des deux côtés conduit à un résultat nul et vierge qui convient à la Suisse et lui permet de remporter ce groupe A.
1re journée
| Match 1                      | Nouvelle-Zélande      | 1 - 0   | Norvège | Eden Park, Auckland                                |                                                    |
| 20 juillet 2023 19h00 UTC+12 | ( Hand) Wilkinson 48e | (0 - 0) |         | Spectateurs : 42 137 Arbitrage : Yoshimi Yamashita | Spectateurs : 42 137 Arbitrage : Yoshimi Yamashita |
| 20 juillet 2023 19h00 UTC+12 | Rapport               |         |         | Spectateurs : 42 137 Arbitrage : Yoshimi Yamashita | Spectateurs : 42 137 Arbitrage : Yoshimi Yamashita |

| Match 3                      | Philippines | 0 - 2   | Suisse                           | Dunedin Stadium, Dunedin                           |                                                    |
| 21 juillet 2023 17h00 UTC+12 |             | (0 - 1) | 45e (pen.) Piubel · 63e Bachmann | Spectateurs : 13 711 Arbitrage : Vincentia Amédomé | Spectateurs : 13 711 Arbitrage : Vincentia Amédomé |
| 21 juillet 2023 17h00 UTC+12 | Rapport     |         |                                  | Spectateurs : 13 711 Arbitrage : Vincentia Amédomé | Spectateurs : 13 711 Arbitrage : Vincentia Amédomé |

2e journée
| Match 17                     | Nouvelle-Zélande | 0 - 1   | Philippines            | Wellington Regional Stadium, Wellington       |                                               |
| 25 juillet 2023 17h30 UTC+12 |                  | (0 - 1) | 24e Bolden ( Eggesvik) | Spectateurs : 32 357 Arbitrage : Katia Garcia | Spectateurs : 32 357 Arbitrage : Katia Garcia |
| 25 juillet 2023 17h30 UTC+12 | Rapport          |         |                        | Spectateurs : 32 357 Arbitrage : Katia Garcia | Spectateurs : 32 357 Arbitrage : Katia Garcia |

| Match 18                     | Suisse  | 0 - 0   | Norvège | Waikato Stadium, Hamilton                           |                                                     |
| 25 juillet 2023 20h00 UTC+12 |         | (0 - 0) |         | Spectateurs : 10 769 Arbitrage : Stéphanie Frappart | Spectateurs : 10 769 Arbitrage : Stéphanie Frappart |
| 25 juillet 2023 20h00 UTC+12 | Rapport |         |         | Spectateurs : 10 769 Arbitrage : Stéphanie Frappart | Spectateurs : 10 769 Arbitrage : Stéphanie Frappart |

3e journée
| Match 33                     | Suisse  | 0 - 0   | Nouvelle-Zélande | Dunedin Stadium, Dunedin                    |                                             |
| 30 juillet 2023 19h00 UTC+12 |         | (0 - 0) |                  | Spectateurs : 25 947 Arbitrage : Tori Penso | Spectateurs : 25 947 Arbitrage : Tori Penso |
| 30 juillet 2023 19h00 UTC+12 | Rapport |         |                  | Spectateurs : 25 947 Arbitrage : Tori Penso | Spectateurs : 25 947 Arbitrage : Tori Penso |

| Match 34                     | Norvège | 6 - 0   | Philippines  | Eden Park, Auckland                                    |                                                        |
| 30 juillet 2023 19h00 UTC+12 | ( Bjelde) Román Haug 6e · ( Bøe Risa) Román Haug 17e · Graham Hansen 31e · Barker 48e (csc) · Reiten 53e (pen.) · ( Reiten) Román Haug 90+5e | (3 - 0) |              | Spectateurs : 34 697 Arbitrage : Marie-Soleil Beaudoin | Spectateurs : 34 697 Arbitrage : Marie-Soleil Beaudoin |
| 30 juillet 2023 19h00 UTC+12 | | Rapport | Harrison 67e | Spectateurs : 34 697 Arbitrage : Marie-Soleil Beaudoin | Spectateurs : 34 697 Arbitrage : Marie-Soleil Beaudoin |

#### Groupe B
| Rang | Équipe               | Pts | J | G | N | P | Bp | Bc | Diff |  | Résultats (▼ dom., ► ext.) |  |     |     |     |
| ---- | -------------------- | --- | - | - | - | - | -- | -- | ---- |  | -------------------------- |  | --- | --- | --- |
| 1    | Australie PO         | 6   | 3 | 2 | 0 | 1 | 7  | 3  | +4   |  | Australie                  |  | 2-3 | 4-0 | 1-0 |
| 2    | Nigeria              | 5   | 3 | 1 | 2 | 0 | 3  | 2  | +1   |  | Nigeria                    |  |     | 0-0 | 0-0 |
| 3    | Canada               | 4   | 3 | 1 | 1 | 1 | 2  | 5  | -3   |  | Canada                     |  |     |     | 2-1 |
| 4    | République d'Irlande | 1   | 3 | 0 | 1 | 2 | 1  | 3  | -2   |  | République d'Irlande       |  |     |     |     |

La première rencontre de la poule oppose l'Australie, pays hôte à la république d'Irlande qui dispute là sa première rencontre de coupe du monde. Le match se déroule devant un nombre record de 75 584 spectateurs. Les Australiennes s'imposent difficilement 1-0 contre une accrocheuse équipe irlandaise. La deuxième rencontre est indécise puisque le Nigeria et le Canada ne sont pas parvenues à se départager dans un match fermé avec peu d'occasions. La rencontre se termine sur un score nul et vierge.
Lors de la deuxième journée, les Irlandaises s'inclinent 2-1 devant le Canada. Cette défaite les élimine de la compétition. Dès la 4e minute McCabe ouvre la marque sur un corner direct. Au cours de la première mi-temps, le pressing des Irlandaises désorganise complètement le jeu des championnes olympiques. Les Irlandaises se font rejoindre dans les arrêtes de jeu de la première mi-temps quand Megan Connolly détourne involontairement un centre canadien dans ses propres filets. Au retour des vestiaires, la rencontre change complètement de physionomie. Les Canadiennes s'emparent du ballon et font parler leur puissance et leur expérience. À la 53e minute sur un centre en profondeur, Adriana Leon inscrit le but qui permet à son équipe de prendre définitivement l'avantage.
L'Australie de son côté se fait surprendre par l'équipe du Nigeria. Les deux équipes se quittent à la mi-temps sur le score de 1-1 avec deux buts marqués dans les arrêts de jeu. En deuxième mi-temps ce sont les Africaines qui prennent l'avantage pour mener 3-1 avant que les Aussies ne réduisent la marque en toute fin de match. La victoire des Nigérianes 3-2 condamne le pays organisateur à un exploit contre le Canada s'il veut se qualifier pour la suite de la compétition.
Lors de la troisième journée, l'Australie réalise une grande performance en battant le Canada 4 à 0. Cette victoire permet à l'Australie de se qualifier pour les 8es de finale et de finir à la première place de son groupe. Le Canada, champion olympique en titre, est éliminé dès la phase de groupe, une première depuis 2011. De son côté, le Nigeria assure le minimum en faisant match nul contre l'Irlande, ce qui lui permet de se qualifier pour la suite du tournoi.
1re journée
| Match 2                      | Australie         | 1 - 0   | République d'Irlande | Stadium Australia, Sydney                            |                                                      |
| 20 juillet 2023 20h00 UTC+10 | Catley 52e (pen.) | (0 - 0) |                      | Spectateurs : 75 584 Arbitrage : Edina Alves Batista | Spectateurs : 75 584 Arbitrage : Edina Alves Batista |
| 20 juillet 2023 20h00 UTC+10 | Rapport           |         |                      | Spectateurs : 75 584 Arbitrage : Edina Alves Batista | Spectateurs : 75 584 Arbitrage : Edina Alves Batista |

| Match 4                      | Nigeria       | 0 - 0   | Canada | Melbourne Rectangular Stadium, Melbourne         |                                                  |
| 21 juillet 2023 12h30 UTC+10 |               | (0 - 0) |        | Spectateurs : 21 410 Arbitrage : Lina Lehtovaara | Spectateurs : 21 410 Arbitrage : Lina Lehtovaara |
| 21 juillet 2023 12h30 UTC+10 | Abiodun 90+8e | Rapport |        | Spectateurs : 21 410 Arbitrage : Lina Lehtovaara | Spectateurs : 21 410 Arbitrage : Lina Lehtovaara |

2e journée
| Match 19                    | Canada                                     | 2 - 1   | République d'Irlande | Perth Rectangular Stadium, Perth                       |                                                        |
| 26 juillet 2023 20h00 UTC+8 | Connolly 45+5e (csc) · ( Schmidt) Leon 54e | (1 - 1) | 4e McCabe            | Spectateurs : 17 065 Arbitrage : María Laura Fortunato | Spectateurs : 17 065 Arbitrage : María Laura Fortunato |
| 26 juillet 2023 20h00 UTC+8 | Rapport                                    |         |                      | Spectateurs : 17 065 Arbitrage : María Laura Fortunato | Spectateurs : 17 065 Arbitrage : María Laura Fortunato |

| Match 22                     | Australie                                                  | 2 - 3   | Nigeria                              | Brisbane Stadium, Brisbane                      |                                                 |
| 27 juillet 2023 20h00 UTC+10 | ( Foord) van Egmond 45+1e · ( Cooney-Cross) Kennedy 90+10e | (1 - 1) | 45+6e Kanu · 65e Ohale · 72e Oshoala | Spectateurs : 49 156 Arbitrage : Esther Staubli | Spectateurs : 49 156 Arbitrage : Esther Staubli |
| 27 juillet 2023 20h00 UTC+10 | Rapport                                                    |         |                                      | Spectateurs : 49 156 Arbitrage : Esther Staubli | Spectateurs : 49 156 Arbitrage : Esther Staubli |

3e journée
| Match 35                     | Canada  | 0 - 4   | Australie                                               | Melbourne Rectangular Stadium, Melbourne            |                                                     |
| 31 juillet 2023 20h00 UTC+10 |         | (0 - 2) | 9e 39e Raso · 58e Fowler ( Foord) · 90+4e (pen.) Catley | Spectateurs : 27 706 Arbitrage : Stéphanie Frappart | Spectateurs : 27 706 Arbitrage : Stéphanie Frappart |
| 31 juillet 2023 20h00 UTC+10 | Rapport |         |                                                         | Spectateurs : 27 706 Arbitrage : Stéphanie Frappart | Spectateurs : 27 706 Arbitrage : Stéphanie Frappart |

| Match 36                     | République d'Irlande | 0 - 0   | Nigeria | Brisbane Stadium, Brisbane                    |                                               |
| 31 juillet 2023 20h00 UTC+10 |                      | (0 - 0) |         | Spectateurs : 24 884 Arbitrage : Katia Garcia | Spectateurs : 24 884 Arbitrage : Katia Garcia |
| 31 juillet 2023 20h00 UTC+10 | Rapport              |         |         | Spectateurs : 24 884 Arbitrage : Katia Garcia | Spectateurs : 24 884 Arbitrage : Katia Garcia |

#### Groupe C
| Rang | Équipe     | Pts | J | G | N | P | Bp | Bc | Diff |  | Résultats (▼ dom., ► ext.) |  |     |     |     |
| ---- | ---------- | --- | - | - | - | - | -- | -- | ---- |  | -------------------------- |  | --- | --- | --- |
| 1    | Japon      | 9   | 3 | 3 | 0 | 0 | 11 | 0  | +11  |  | Japon                      |  | 4-0 | 5-0 | 2-0 |
| 2    | Espagne    | 6   | 3 | 2 | 0 | 1 | 8  | 4  | +4   |  | Espagne                    |  |     | 5-0 | 3-0 |
| 3    | Zambie     | 3   | 3 | 1 | 0 | 2 | 3  | 11 | -8   |  | Zambie                     |  |     |     | 3-1 |
| 4    | Costa Rica | 0   | 3 | 0 | 0 | 3 | 1  | 8  | -7   |  | Costa Rica                 |  |     |     |     |

Dans le premier match du groupe, l'Espagne dispose du Costa Rica avec un score assez large. Après une première demi-heure de domination, la défense costaricienne craque 3 fois avant la demi-heure de jeu. La deuxième mi-temps est plus défensive, la différence ayant été faite en première période.
Dans le deuxième match du groupe, le Japon trouve la faille en fin de première période, dans une première partie de jeu émaillée par la VAR. La situation se décante en deuxième mi-temps, et malgré un penalty raté, le Japon prend le large en s'imposant largement par 5 buts d'écart prenant ainsi la tête du groupe à l'issue de la première journée.
Le 25 juillet 2023, à la veille de leur deuxième match contre l'Espagne, le magazine sportif espagnol Sport révèle que des joueuses zambiennes accusent leur sélectionneur Bruce Mwape d'agressions sexuelles. Par ailleurs la même enquête révèle aussi que les joueuses ne sont pas payées par leur fédération depuis deux ans.
Dans la deuxième journée, le Japon confirme contre le Costa Rica en marquant deux buts en première période. Les Costariciennes sont en dedans pendant toute la première période, mais vont réussir à être plus solides défensivement en deuxième période, et réussissent à ne pas encaisser de troisième but, notamment grâce aux 10 arrêts de la gardienne Daniela Solera. Cependant, ce mauvais résultat combiné à la victoire de l'Espagne élimine l'équipe costaricienne de la compétition.
Malgré cela, le jeu des Ticas est toujours inoffensif (1 seul tir cadré pendant toute la partie), permettant au sélectionneur japonais de faire sortir les cadres dès la 60e minute, afin de mieux préparer la finale du groupe contre l'Espagne.
Contre la Zambie, l'Espagne marque deux buts dans le premier quart d'heure. La passivité défensive zambienne laisse libre court à Jennifer Hermoso et Alba Redondo qui inscrivent toutes les deux un doublé dans un match où l'Espagne n'a quasiment pas été inquiétée : elle a monopolisé la balle (seulement 21 % de possession zambienne) et tiré 22 fois au but (dont 14 tirs cadrés). Cette défaite élimine la Zambie avant même le dernier match contre le Costa Rica.
Lors de la dernière journée, le Japon fait sensation en battant largement l'Espagne 4-0 lors du match pour la première place du groupe. Le Japon finit la phase de groupe en marquant 11 buts au total pour aucun but encaissé. La Zambie remporte son premier match de Coupe du monde de son histoire, hommes et femmes confondus, en battant le Costa Rica 3-1. Une victoire qui ne l'empêche pas de finir 3e du groupe et d'être éliminé. De son côté la FIFA s'empare de la plainte déposée par une des joueuses à propos d'attouchements sexuels de la part de Bruce Mwape pendant la Coupe du monde.
1re journée
| Match 5                      | Espagne                                                    | 3 - 0   | Costa Rica | Wellington Regional Stadium, Wellington        |                                                |
| 21 juillet 2023 19h30 UTC+12 | del Campo 21e (csc) · ( Battle) Bonmatí 23e · Gonzalez 27e | (3 - 0) |            | Spectateurs : 22 966 Arbitrage : Casey Reibelt | Spectateurs : 22 966 Arbitrage : Casey Reibelt |
| 21 juillet 2023 19h30 UTC+12 | Rapport                                                    |         |            | Spectateurs : 22 966 Arbitrage : Casey Reibelt | Spectateurs : 22 966 Arbitrage : Casey Reibelt |

| Match 6                      | Zambie  | 0 - 5   | Japon | Waikato Stadium, Hamilton                      |                                                |
| 22 juillet 2023 19h00 UTC+12 |         | (0 - 1) | 43e Miyazawa ( Fujino) · 55e Tanaka ( Endo) · 62e Miyazawa ( Tanaka) · 71e Endo ( Hasegawa) · 90+11e (pen.) Ueki | Spectateurs : 16 111 Arbitrage : Tess Olofsson | Spectateurs : 16 111 Arbitrage : Tess Olofsson |
| 22 juillet 2023 19h00 UTC+12 | Rapport |         | | Spectateurs : 16 111 Arbitrage : Tess Olofsson | Spectateurs : 16 111 Arbitrage : Tess Olofsson |

2e journée
| Match 21                     | Japon                                        | 2 - 0   | Costa Rica | Dunedin Stadium, Dunedin                       |                                                |
| 26 juillet 2023 17h00 UTC+12 | ( Tanaka) Naomoto 25e · ( Tanaka) Fujino 27e | (2 - 0) |            | Spectateurs : 6 992 Arbitrage : Maria Ferrieri | Spectateurs : 6 992 Arbitrage : Maria Ferrieri |
| 26 juillet 2023 17h00 UTC+12 | Rapport                                      |         |            | Spectateurs : 6 992 Arbitrage : Maria Ferrieri | Spectateurs : 6 992 Arbitrage : Maria Ferrieri |

| Match 20                     | Espagne | 5 - 0   | Zambie | Eden Park, Auckland                             |                                                 |
| 26 juillet 2023 19h30 UTC+12 | ( Hermoso) Abelleira 9e · ( Putellas) Hermoso 13e · ( Navarro) Redondo 69e · Hermoso 70e · ( Navarro) Redondo 85e | (2 - 0) |        | Spectateurs : 20 983 Arbitrage : Oh Hyeon-jeong | Spectateurs : 20 983 Arbitrage : Oh Hyeon-jeong |
| 26 juillet 2023 19h30 UTC+12 | Rapport |         |        | Spectateurs : 20 983 Arbitrage : Oh Hyeon-jeong | Spectateurs : 20 983 Arbitrage : Oh Hyeon-jeong |

3e journée
| Match 37                     | Japon                                                                                     | 4 - 0   | Espagne | Wellington Regional Stadium, Wellington             |                                                     |
| 31 juillet 2023 19h00 UTC+12 | ( Endo) Miyazawa 12e · ( Miyazawa) Ueki 29e · ( Ueki) Miyazawa 40e · ( Moriya) Tanaka 82e | (3 - 0) |         | Spectateurs : 20 957 Arbitrage : Ekaterina Koroleva | Spectateurs : 20 957 Arbitrage : Ekaterina Koroleva |
| 31 juillet 2023 19h00 UTC+12 | Rapport                                                                                   |         |         | Spectateurs : 20 957 Arbitrage : Ekaterina Koroleva | Spectateurs : 20 957 Arbitrage : Ekaterina Koroleva |

| Match 38                     | Costa Rica               | 1 - 3   | Zambie                                                                | Waikato Stadium, Hamilton                        |                                                  |
| 31 juillet 2023 19h00 UTC+12 | ( del Campo) Herrera 47e | (0 - 2) | 3e Mweemba ( Chitundu) · 31e (pen.) Banda · 90+3e Kundananji ( Banda) | Spectateurs : 8 117 Arbitrage : Bouchra Karboubi | Spectateurs : 8 117 Arbitrage : Bouchra Karboubi |
| 31 juillet 2023 19h00 UTC+12 | Rapport                  |         |                                                                       | Spectateurs : 8 117 Arbitrage : Bouchra Karboubi | Spectateurs : 8 117 Arbitrage : Bouchra Karboubi |

#### Groupe D
| Rang | Équipe     | Pts | J | G | N | P | Bp | Bc | Diff |  | Résultats (▼ dom., ► ext.) |  |     |     |     |
| ---- | ---------- | --- | - | - | - | - | -- | -- | ---- |  | -------------------------- |  | --- | --- | --- |
| 1    | Angleterre | 9   | 3 | 3 | 0 | 0 | 8  | 1  | +7   |  | Angleterre                 |  | 1-0 | 6-1 | 1-0 |
| 2    | Danemark   | 6   | 3 | 2 | 0 | 1 | 3  | 1  | +2   |  | Danemark                   |  |     | 1-0 | 2-0 |
| 3    | Chine      | 3   | 3 | 1 | 0 | 2 | 2  | 7  | -5   |  | Chine                      |  |     |     | 1-0 |
| 4    | Haïti      | 0   | 3 | 0 | 0 | 3 | 0  | 4  | -4   |  | Haïti                      |  |     |     |     |

Dans le premier match de la poule, les Anglaises sont difficilement venues à bout des joueuses haïtiennes en première période à la suite d'un pénalty sifflé pour une main haïtienne. Le manque de réalisme des deux équipes fera que le score n'évoluera plus.
Dans le deuxième match de poule, le Danemark et la Chine s'affrontent dans un match très fermé avec peu d'occasions. La victoire se joue dans les derniers instants lorsque le Danemark inscrit l'unique but du match.
Lors de la deuxième journée, l'Angleterre se défait du Danemark sur un score étriqué grâce à une superbe réalisation de James dans les premières minutes du match. La domination anglaise fut cependant stérile, et le Danemark eut quelques occasions d'égaliser, mais a manqué de réalisme. La blessure de Wasps en fin de match met un bémol à cette victoire anglaise importante.
Dans le deuxième match, Haïti affiche de meilleures intentions en première période, avec l'absence remarquée des deux stars de cette affiche : Wang Shuang et Melchie Dumornay. L'évènement notable de ce début de match est l'expulsion de Zhang Rui à la demi-heure de jeu. La deuxième période est donc marquée par une domination très prononcée des Haïtiennes qui manquent cruellement de réalisme malgré leur supériorité numérique. Les changements des deux côtés amènent l'équipe chinoise à être plus dangereuse dans le dernier quart d'heure, ce qui amènera un pénalty transformé à la 74e minute. Dans les dernières minutes du temps additionnel, un pénalty sera refusé à Haïti à la suite de l'intervention de la VAR. L'équipe haïtienne est aux portes de l'élimination.
Pour le troisième match, l'Angleterre domine largement la Chine, pourtant championne d'Asie en titre, avec une victoire 6-1, dont un doublé de Lauren James. La Chine marque de son côté un but sur pénalty grâce à Wang Shuang. Le Danemark l'emporte 2-0, porté par sa capitaine Pernille Harder, contre Haïti. L'île des Caraïbes est éliminée sans aucune victoire, quand le Danemark rallie les 8e pour la première fois en Coupe du monde depuis 1995.
1re journée
| Match 7                      | Angleterre         | 1 - 0   | Haïti | Brisbane Stadium, Brisbane                               |                                                          |
| 22 juillet 2023 19h30 UTC+10 | Stanway 29e (pen.) | (1 - 0) |       | Spectateurs : 44 369 Arbitrage : Emikar Calderas Barrera | Spectateurs : 44 369 Arbitrage : Emikar Calderas Barrera |
| 22 juillet 2023 19h30 UTC+10 | Rapport            |         |       | Spectateurs : 44 369 Arbitrage : Emikar Calderas Barrera | Spectateurs : 44 369 Arbitrage : Emikar Calderas Barrera |

| Match 8                     | Danemark                 | 1 - 0   | Chine | Perth Rectangular Stadium, Perth                       |                                                        |
| 22 juillet 2023 20h00 UTC+8 | ( Harder) Vangsgaard 90e | (0 - 0) |       | Spectateurs : 19 989 Arbitrage : Marie-Soleil Beaudoin | Spectateurs : 19 989 Arbitrage : Marie-Soleil Beaudoin |
| 22 juillet 2023 20h00 UTC+8 | Rapport                  |         |       | Spectateurs : 19 989 Arbitrage : Marie-Soleil Beaudoin | Spectateurs : 19 989 Arbitrage : Marie-Soleil Beaudoin |

2e journée
| Match 25                     | Angleterre       | 1 - 0   | Danemark | Sydney Football Stadium, Sydney                |                                                |
| 28 juillet 2023 18h30 UTC+10 | ( Daly) James 6e | (1 - 0) |          | Spectateurs : 40 439 Arbitrage : Tess Olofsson | Spectateurs : 40 439 Arbitrage : Tess Olofsson |
| 28 juillet 2023 18h30 UTC+10 | Rapport          |         |          | Spectateurs : 40 439 Arbitrage : Tess Olofsson | Spectateurs : 40 439 Arbitrage : Tess Olofsson |

| Match 26                       | Chine           | 1 - 0   | Haïti | Hindmarsh Stadium, Adélaïde                          |                                                      |
| 28 juillet 2023 20h30 UTC+9:30 | Wang 74e (pen.) | (0 - 0) |       | Spectateurs : 12 675 Arbitrage : Marta Huerta de Aza | Spectateurs : 12 675 Arbitrage : Marta Huerta de Aza |
| 28 juillet 2023 20h30 UTC+9:30 | Rapport         |         |       | Spectateurs : 12 675 Arbitrage : Marta Huerta de Aza | Spectateurs : 12 675 Arbitrage : Marta Huerta de Aza |

3e journée
| Match 39                     | Chine           | 1 - 6   | Angleterre | Hindmarsh Stadium, Adélaïde                    |                                                |
| 1er août 2023 20h30 UTC+9:30 | Wang 57e (pen.) | (0 - 3) | 4e Russo ( James) · 26e Hemp ( James) · 41e James ( Greenwood) · 65e James ( Carter) · 77e Kelly ( James) · 84e Daly ( Coombs) | Spectateurs : 13 497 Arbitrage : Casey Reibelt | Spectateurs : 13 497 Arbitrage : Casey Reibelt |
| 1er août 2023 20h30 UTC+9:30 | Rapport         |         | | Spectateurs : 13 497 Arbitrage : Casey Reibelt | Spectateurs : 13 497 Arbitrage : Casey Reibelt |

| Match 40                  | Haïti   | 0 - 2   | Danemark                                       | Perth Rectangular Stadium, Perth                |                                                 |
| 1er août 2023 19h00 UTC+8 |         | (0 - 1) | 21e (pen.) Harder · 90+10e Troelsgaard ( Gejl) | Spectateurs : 17 897 Arbitrage : Oh-Hyeon Jeong | Spectateurs : 17 897 Arbitrage : Oh-Hyeon Jeong |
| 1er août 2023 19h00 UTC+8 | Rapport |         |                                                | Spectateurs : 17 897 Arbitrage : Oh-Hyeon Jeong | Spectateurs : 17 897 Arbitrage : Oh-Hyeon Jeong |

#### Groupe E
| Rang | Équipe     | Pts | J | G | N | P | Bp | Bc | Diff |  | Résultats (▼ dom., ► ext.) |  |     |     |     |
| ---- | ---------- | --- | - | - | - | - | -- | -- | ---- |  | -------------------------- |  | --- | --- | --- |
| 1    | Pays-Bas   | 7   | 3 | 2 | 1 | 0 | 9  | 1  | +8   |  | Pays-Bas                   |  | 1-1 | 1-0 | 7-0 |
| 2    | États-Unis | 5   | 3 | 1 | 2 | 0 | 4  | 1  | +3   |  | États-Unis                 |  |     | 0-0 | 3-0 |
| 3    | Portugal   | 4   | 3 | 1 | 1 | 1 | 2  | 1  | +1   |  | Portugal                   |  |     |     | 2-0 |
| 4    | Viêt Nam   | 0   | 3 | 0 | 0 | 3 | 0  | 12 | -12  |  | Viêt Nam                   |  |     |     |     |

Dans le premier match de la poule, les Américaines prennent rapidement l'avantage, menant 2-0 à la mi-temps. Un penalty manqué par l'équipe américaine et un manque de réalisme évitent une défaite plus lourde pour les Vietnamiennes.
Dans le deuxième match de la poule, les Pays-Bas dominent le début de match en inscrivant un but dans le premier quart d'heure. Le reste de la partie est marqué par les tentatives répétées des joueuses néerlandaises afin d'inscrire un second but, ainsi que par l'inoffensivité portugaise.
Lors de la 2e journée, les Américaines sont peu inspirées et vont longtemps être menées par une équipe hollandaise avant de réussir à égaliser par l'intermédiaire de Horan. Cela constitue la première fois depuis 2011 que l'équipe américaine ne gagne pas un match en phase finale de la compétition, mettant ainsi fin à série de 13 victoires consécutives. L'inefficacité offensive d'Alex Morgan ainsi que l'absence de Megan Rapinoe sont des éléments qui peuvent expliquer ce résultat nul, contre une équipe Oranje qui confirme 4 ans après sa finale perdue sa place d'outsider dans ce groupe.
Lors du second match de cette journée, les Portugaises ouvrent rapidement la marque face à une équipe vietnamienne courageuse mais trop limitée techniquement. Les joueuses lusitaniennes impriment un rythme assez soutenu dans ce match et concrétisent cette domination par la réalisation de Nazareth avant la demi-heure de jeu. Cette victoire relance leur campagne après la défaite inaugurale contre la sélection hollandaise, même si qualification reste hypothétique. La deuxième défaite vietnamienne scelle leur élimination à l'issue du second match.
Pour le troisième match, les Pays-Bas et les États-Unis mènent une bataille à distance pour la première place. Pourtant largement favorites, les Américaines, doubles championnes en titre, ne parviennent pas à l'emporter face au Portugal, dont c'est la première participation. Elles manquent même de peu de concéder un but d'Ana Capeta à la 91e minute de jeu, sauvées par le poteau. De leur côté, les Pays-Bas l'emportent largement face au Vietnam avec une victoire 7-0 et s'assurent tranquillement la première place.
1re journée
| Match 9                      | États-Unis                                             | 3 - 0   | Viêt Nam | Eden Park, Auckland                               |                                                   |
| 22 juillet 2023 19h00 UTC+12 | ( Morgan) Smith 14e · Smith 45+7e · ( Smith) Horan 77e | (2 - 0) |          | Spectateurs : 41 107 Arbitrage : Bouchra Karboubi | Spectateurs : 41 107 Arbitrage : Bouchra Karboubi |
| 22 juillet 2023 19h00 UTC+12 | Rapport                                                |         |          | Spectateurs : 41 107 Arbitrage : Bouchra Karboubi | Spectateurs : 41 107 Arbitrage : Bouchra Karboubi |

| Match 10                     | Pays-Bas                    | 1 - 0   | Portugal | Dunedin Stadium, Dunedin                         |                                                  |
| 23 juillet 2023 19h30 UTC+12 | ( Spitse) van der Gragt 13e | (1 - 0) |          | Spectateurs : 11 991 Arbitrage : Kateryna Monzul | Spectateurs : 11 991 Arbitrage : Kateryna Monzul |
| 23 juillet 2023 19h30 UTC+12 | Rapport                     |         |          | Spectateurs : 11 991 Arbitrage : Kateryna Monzul | Spectateurs : 11 991 Arbitrage : Kateryna Monzul |

2e journée
| Match 23                     | États-Unis           | 1 - 1   | Pays-Bas            | Wellington Regional Stadium, Wellington            |                                                    |
| 27 juillet 2023 13h00 UTC+12 | ( Lavelle) Horan 62e | (0 - 1) | 17e Roord ( Pelova) | Spectateurs : 27 312 Arbitrage : Yoshimi Yamashita | Spectateurs : 27 312 Arbitrage : Yoshimi Yamashita |
| 27 juillet 2023 13h00 UTC+12 | Rapport              |         |                     | Spectateurs : 27 312 Arbitrage : Yoshimi Yamashita | Spectateurs : 27 312 Arbitrage : Yoshimi Yamashita |

| Match 24                     | Portugal                                            | 2 - 0   | Viêt Nam | Waikato Stadium, Hamilton                         |                                                   |
| 27 juillet 2023 19h30 UTC+12 | ( Alves) Encarnação 7e · ( Encarnação) Nazareth 21e | (2 - 0) |          | Spectateurs : 6 645 Arbitrage : Salima Mukansanga | Spectateurs : 6 645 Arbitrage : Salima Mukansanga |
| 27 juillet 2023 19h30 UTC+12 | Rapport                                             |         |          | Spectateurs : 6 645 Arbitrage : Salima Mukansanga | Spectateurs : 6 645 Arbitrage : Salima Mukansanga |

3e journée
| Match 41                   | Portugal | 0 - 0   | États-Unis | Eden Park, Auckland       |                           |
| 1er août 2023 19h00 UTC+12 |          | (0 - 0) |            | Arbitrage : Rebecca Welch | Arbitrage : Rebecca Welch |
| 1er août 2023 19h00 UTC+12 | Rapport  |         |            | Arbitrage : Rebecca Welch | Arbitrage : Rebecca Welch |

| Match 42                   | Viêt Nam | 0 - 7   | Pays-Bas | Dunedin Stadium, Dunedin                        |                                                 |
| 1er août 2023 19h00 UTC+12 |          | (0 - 5) | 8e Martens · 11e Snoeijs ( van de Donk) · 18e Brugts ( Martens) · 23e Roord ( Janssen) · 45e van de Donk · 57e Brugts · 83e Roord ( van der Gragt) | Spectateurs : 8 215 Arbitrage : Ivana Martinčić | Spectateurs : 8 215 Arbitrage : Ivana Martinčić |
| 1er août 2023 19h00 UTC+12 | Rapport  |         | | Spectateurs : 8 215 Arbitrage : Ivana Martinčić | Spectateurs : 8 215 Arbitrage : Ivana Martinčić |

#### Groupe F
| Rang | Équipe   | Pts | J | G | N | P | Bp | Bc | Diff |  | Résultats (▼ dom., ► ext.) |  |     |     |     |
| ---- | -------- | --- | - | - | - | - | -- | -- | ---- |  | -------------------------- |  | --- | --- | --- |
| 1    | France   | 7   | 3 | 2 | 1 | 0 | 8  | 4  | +4   |  | France                     |  | 0-0 | 2-1 | 6-3 |
| 2    | Jamaïque | 5   | 3 | 1 | 2 | 0 | 1  | 0  | +1   |  | Jamaïque                   |  |     | 0-0 | 1-0 |
| 3    | Brésil   | 4   | 3 | 1 | 1 | 1 | 5  | 2  | +3   |  | Brésil                     |  |     |     | 4-0 |
| 4    | Panama   | 0   | 3 | 0 | 0 | 3 | 3  | 11 | -8   |  | Panama                     |  |     |     |     |

Dans le premier match, la France rencontre une équipe de Jamaïque compacte et ne parvient pas à ouvrir le score. La première période est plus à l'avantage des Jamaïcaines qui se montrent plus volontaires. Le match se termine sur un score nul et vierge malgré les velléités offensives françaises dans le dernier quart d'heure.
Dans le deuxième match, le Brésil fait ses débuts dans cette compétition en prenant facilement l'avantage sur le Panama dès la 19e minute. Le reste de la partie est à l'avantage de l'équipe sud-américaine avec un triplé d'Ary Borges face à des Panaméennes dépassées.
Lors de la deuxième journée, la France s'impose contre le Brésil, une tête d'Eugénie Le Sommer débloquant le score à la 14e minute dans une première période à l'avantage des Bleues. Les Françaises sont plus bousculées en début de deuxième mi-temps, ce qui aboutit à l'égalisation brésilienne à la 58e minute de Debinha. La capitaine Wendie Renard, incertaine avant la rencontre en raison d'une blessure au mollet gauche, donne la victoire à la France d'une tête sur corner à la 88e minute.
Dans l'autre rencontre, la Jamaïque enregistre sa première victoire en Coupe du monde en remportant son match contre le Panama sur le score de 1-0. L'équipe jamaïcaine, privée de sa capitaine Khadija Shaw suspendue, valide sa large domination par un but d'Allyson Swaby de la tête sur corner à la 56e minute, rejoignant ainsi la France en tête du groupe.
Lors de la troisième journée, la France affronte le Panama dans un match débridé qui voit l'ouverture du score précoce de Cox sur coup franc. Les Françaises cueillies à froid mettront 20 minutes à réagir avant de prendre assez rapidement le large grâce à une succession d'erreurs techniques panaméennes. Kadidiatou Kiani inscrit ici un triplé (dont 2 penalties) face à une équipe panaméenne vaillante qui ne va pas se démobiliser malgré l'aggravation du score en inscrivant deux autres buts.
Dans le même temps, le Brésil n'arrive pas à trouver la faille contre la Jamaïque qui cherche à obtenir sa première qualification en 1/8 d'une grande compétition internationale après avoir inscrit leur premier but contre le Panama. Le match est assez fermé et caractérisé par le manque de réalisme brésilien qui conduit à leur élimination, ce qui n'était pas arrivé depuis 1995. Le pays des Caraïbes se qualifie pour la première fois en 1/8 à la suite de ce match nul contre une des favorites du tournoi.
1re journée
| Match 11                     | France | 0 - 0   | Jamaïque   | Sydney Football Stadium, Sydney                       |                                                       |
| 23 juillet 2023 20h00 UTC+10 |        | (0 - 0) |            | Spectateurs : 39 045 Arbitrage : María Belén Carvajal | Spectateurs : 39 045 Arbitrage : María Belén Carvajal |
| 23 juillet 2023 20h00 UTC+10 |        | Rapport | Shaw 90+2e | Spectateurs : 39 045 Arbitrage : María Belén Carvajal | Spectateurs : 39 045 Arbitrage : María Belén Carvajal |

| Match 13                       | Brésil                                                                                           | 4 - 0   | Panama | Hindmarsh Stadium, Adélaïde                    |                                                |
| 24 juillet 2023 20h30 UTC+9:30 | ( Debinha) Ary Borges 19e · Ary Borges 39e · ( Ary Borges) Beatriz 48e · ( Geyse) Ary Borges 70e | (2 - 0) |        | Spectateurs : 13 142 Arbitrage : Cheryl Foster | Spectateurs : 13 142 Arbitrage : Cheryl Foster |
| 24 juillet 2023 20h30 UTC+9:30 | Rapport                                                                                          |         |        | Spectateurs : 13 142 Arbitrage : Cheryl Foster | Spectateurs : 13 142 Arbitrage : Cheryl Foster |

2e journée
| Match 28                     | France                                       | 2 - 1   | Brésil      | Brisbane Stadium, Brisbane                     |                                                |
| 29 juillet 2023 20h00 UTC+10 | ( Diani) Le Sommer 17e · ( Bacha) Renard 83e | (1 - 0) | 58e Debinha | Spectateurs : 49 378 Arbitrage : Kate Jacewicz | Spectateurs : 49 378 Arbitrage : Kate Jacewicz |
| 29 juillet 2023 20h00 UTC+10 | Rapport                                      |         |             | Spectateurs : 49 378 Arbitrage : Kate Jacewicz | Spectateurs : 49 378 Arbitrage : Kate Jacewicz |

| Match 29                    | Panama  | 0 - 1   | Jamaïque            | Perth Rectangular Stadium, Perth                 |                                                  |
| 29 juillet 2023 20h30 UTC+8 |         | (0 - 0) | 56e Swaby ( Carter) | Spectateurs : 15 987 Arbitrage : Kateryna Monzul | Spectateurs : 15 987 Arbitrage : Kateryna Monzul |
| 29 juillet 2023 20h30 UTC+8 | Rapport |         |                     | Spectateurs : 15 987 Arbitrage : Kateryna Monzul | Spectateurs : 15 987 Arbitrage : Kateryna Monzul |

3e journée
| Match 43                 | Panama                                  | 3 - 6   | France | Sydney Football Stadium, Sydney                        |                                                        |
| 2 août 2023 20h00 UTC+10 | Cox 2e · Pinzón 64e (pen.) · Cedeño 87e | (1 - 4) | 21e Lakrar ( Mateo) · 28e 37e (pen.) 52e (pen.) Diani · 45+5e Le Garrec ( Bacha) · 90+10e Becho ( Périsset) | Spectateurs : 40 498 Arbitrage : María Laura Fortunato | Spectateurs : 40 498 Arbitrage : María Laura Fortunato |
| 2 août 2023 20h00 UTC+10 | Rapport                                 |         | | Spectateurs : 40 498 Arbitrage : María Laura Fortunato | Spectateurs : 40 498 Arbitrage : María Laura Fortunato |

| Match 44                 | Jamaïque | 0 - 0   | Brésil | Melbourne Rectangular Stadium, Melbourne        |                                                 |
| 2 août 2023 20h00 UTC+10 |          | (0 - 0) |        | Spectateurs : 27 938 Arbitrage : Esther Staubli | Spectateurs : 27 938 Arbitrage : Esther Staubli |
| 2 août 2023 20h00 UTC+10 | Rapport  |         |        | Spectateurs : 27 938 Arbitrage : Esther Staubli | Spectateurs : 27 938 Arbitrage : Esther Staubli |

#### Groupe G
| Rang | Équipe         | Pts | J | G | N | P | Bp | Bc | Diff |  | Résultats (▼ dom., ► ext.) |  |     |     |     |
| ---- | -------------- | --- | - | - | - | - | -- | -- | ---- |  | -------------------------- |  | --- | --- | --- |
| 1    | Suède          | 9   | 3 | 3 | 0 | 0 | 9  | 1  | +8   |  | Suède                      |  | 2-1 | 5-0 | 2-0 |
| 2    | Afrique du Sud | 4   | 3 | 1 | 1 | 1 | 6  | 6  | 0    |  | Afrique du Sud             |  |     | 3-2 | 2-2 |
| 3    | Italie         | 3   | 3 | 1 | 0 | 2 | 3  | 8  | -5   |  | Italie                     |  |     |     | 2-0 |
| 4    | Argentine      | 1   | 3 | 0 | 1 | 2 | 2  | 5  | -3   |  | Argentine                  |  |     |     |     |

Dans ce premier match, la Suède affronte l'Afrique du Sud dans un match assez ouvert. L'ouverture du score sud-africaine en deuxième période à la suite d'une erreur défensive suédoise au début de la deuxième période va conduire la Suède à attaquer davantage. L'égalisation intervient sur un but chanceux de Rolfö après l'heure de jeu, l'équipe scandinave arrivant à arracher la victoire dans la dernière minute du temps réglementaire.
Dans le deuxième match, la victoire revient aux Italiennes qui affrontent une équipe argentine compacte et peu portée vers l'avant (1 seul tir cadré). L'équipe transalpine trouve la faille en fin de match sur un bon service de Boattin pour Girelli, rentrée 4 minutes auparavant.
Lors de la deuxième journée, l'Argentine affronte l'Afrique du Sud dans un match rythmé et où les Sud-Africaines prennent l'avantage à la demi-heure de jeu. La deuxième réalisation sud-africaine confirme la domination qu'elles ont du match à cet instant. Cependant, dans le dernier quart d'heure, l'équipe argentine va relever la tête de façon spectaculaire en inscrivant deux buts en 5 minutes, profitant de la déconcentration de leur adversaire.
Dans la dernière journée, l'Italie affronte l'Afrique du Sud dans un match spectaculaire (5 buts) où le suspens est resté intact jusqu'au dernier moment à la suite de 14 minutes de temps additionnel en deuxième période. Un but contre son comp d'Orsi a très probablement précipité la chute des Italiennes dans un match très serré où un nul aurait pu suffire pour qualifier les Italiennes. L'Afrique du Sud se qualifie pour son premier huitième de finale de son histoire.
Dans l'autre match, après une opposition assez stérile entre Argentines et Suédoises, avec une équipe scandinave remaniée, la victoire revient assez logiquement à la Suède 2-0. L'équipe sud-américaine n'a pas beaucoup tenté, et laissé le ballon à son adversaire.
1re journée
| Match 12                     | Suède                                          | 2 - 1   | Afrique du Sud | Wellington Regional Stadium, Wellington             |                                                     |
| 23 juillet 2023 17h00 UTC+12 | ( Kaneryd) Rolfö 66e · ( Asllani) Ilestedt 90e | (0 - 0) | 48e Magaia     | Spectateurs : 18 317 Arbitrage : Ekaterina Koroleva | Spectateurs : 18 317 Arbitrage : Ekaterina Koroleva |
| 23 juillet 2023 17h00 UTC+12 | Rapport                                        |         |                | Spectateurs : 18 317 Arbitrage : Ekaterina Koroleva | Spectateurs : 18 317 Arbitrage : Ekaterina Koroleva |

| Match 14                     | Italie                 | 1 - 0   | Argentine | Eden Park, Auckland                             |                                                 |
| 24 juillet 2023 18h00 UTC+12 | ( Boattin) Girelli 87e | (0 - 0) |           | Spectateurs : 30 889 Arbitrage : Melissa Borjas | Spectateurs : 30 889 Arbitrage : Melissa Borjas |
| 24 juillet 2023 18h00 UTC+12 | Rapport                |         |           | Spectateurs : 30 889 Arbitrage : Melissa Borjas | Spectateurs : 30 889 Arbitrage : Melissa Borjas |

2e journée
| Match 27                     | Argentine                          | 2 - 2   | Afrique du Sud                                        | Dunedin Stadium, Dunedin                            |                                                     |
| 28 juillet 2023 12h00 UTC+12 | Braun 74e · ( Rodríguez) Núñez 79e | (0 - 1) | 30e Motlhalo ( Kgatlana) · 66e Kgatlana ( Seoposenwe) | Spectateurs : 8 834 Arbitrage : Anna-Marie Keighley | Spectateurs : 8 834 Arbitrage : Anna-Marie Keighley |
| 28 juillet 2023 12h00 UTC+12 | Rapport                            |         |                                                       | Spectateurs : 8 834 Arbitrage : Anna-Marie Keighley | Spectateurs : 8 834 Arbitrage : Anna-Marie Keighley |

| Match 30                     | Suède                                                                                         | 5 - 0   | Italie | Wellington Regional Stadium, Wellington        |                                                |
| 29 juillet 2023 19h30 UTC+12 | ( Andersson) Ilestedt 39e 50e · Rolfö 44e · Blackstenius 45+1e · ( Jakobsson) Blomqvist 90+5e | (3 - 0) |        | Spectateurs : 29 143 Arbitrage : Cheryl Foster | Spectateurs : 29 143 Arbitrage : Cheryl Foster |
| 29 juillet 2023 19h30 UTC+12 | Rapport                                                                                       |         |        | Spectateurs : 29 143 Arbitrage : Cheryl Foster | Spectateurs : 29 143 Arbitrage : Cheryl Foster |

3e journée
| Match 45                 | Argentine | 0 - 2   | Suède                                             | Waikato Stadium, Hamilton                          |                                                    |
| 2 août 2023 19h00 UTC+12 |           | (0 - 0) | 66e Blomqvist ( Jakobsson) · 90e (pen.) Rubensson | Spectateurs : 17 907 Arbitrage : Salima Mukansanga | Spectateurs : 17 907 Arbitrage : Salima Mukansanga |
| 2 août 2023 19h00 UTC+12 | Rapport   |         |                                                   | Spectateurs : 17 907 Arbitrage : Salima Mukansanga | Spectateurs : 17 907 Arbitrage : Salima Mukansanga |

| Match 46                 | Afrique du Sud                                                     | 3 - 2   | Italie                                    | Wellington Regional Stadium, Wellington               |                                                       |
| 2 août 2023 19h00 UTC+12 | Orsi 32e (csc) · ( Kgatlana) Magaia 67e · ( Magaia) Kgatlana 90+2e | (1 - 1) | 11e (pen.) Caruso · 74e Caruso ( Girelli) | Spectateurs : 14 967 Arbitrage : María Belén Carvajal | Spectateurs : 14 967 Arbitrage : María Belén Carvajal |
| 2 août 2023 19h00 UTC+12 | Rapport                                                            |         |                                           | Spectateurs : 14 967 Arbitrage : María Belén Carvajal | Spectateurs : 14 967 Arbitrage : María Belén Carvajal |

#### Groupe H
| Rang | Équipe       | Pts | J | G | N | P | Bp | Bc | Diff |  | Résultats (▼ dom., ► ext.) |  |     |     |     |
| ---- | ------------ | --- | - | - | - | - | -- | -- | ---- |  | -------------------------- |  | --- | --- | --- |
| 1    | Colombie     | 6   | 3 | 2 | 0 | 1 | 4  | 2  | +2   |  | Colombie                   |  | 0-1 | 2-1 | 2-0 |
| 2    | Maroc        | 6   | 3 | 2 | 0 | 1 | 2  | 6  | -4   |  | Maroc                      |  |     | 0-6 | 1-0 |
| 3    | Allemagne    | 4   | 3 | 1 | 1 | 1 | 8  | 3  | +5   |  | Allemagne                  |  |     |     | 1-1 |
| 4    | Corée du Sud | 1   | 3 | 0 | 1 | 2 | 1  | 4  | -3   |  | Corée du Sud               |  |     |     |     |

Dans le premier match, l'Allemagne prend rapidement l'avantage dans un match à sens unique marqué par une supériorité totale des Allemandes et deux buts contre leur camp des Marocaines. Alexandra Popp inscrit un doublé en première période.
Dans le deuxième match, la Colombie domine la Corée du Sud dans un match marqué par les erreurs techniques sud-coréennes : un pénalty puis une faute de la gardienne coréenne. La Colombie rejoint ainsi l'Allemagne en tête de la poule à l'issue de cette première journée.
Lors de la deuxième journée, le Maroc remporte sa première victoire dans la compétition grâce à un but assez rapide de Ibtissam Jraidi.
La Corée du Sud aura tiré 16 fois au but, pour aucun tir cadré, ce qui confirme leur inefficacité offensive. Le match est assez pauvre en occasions franches (uniquement 2 tirs cadrés pour les deux équipes).
En clôture de cette deuxième journée, l'Allemagne affronte la Colombie. L'objectif pour les deux équipes est de décrocher dès le deuxième match un billet pour les 1/8 de finale. Après une première mi-temps tendue et sans but, la deuxième mi-temps voit les choses se décanter avec un très beau but de Caicedo peu après la reprise. Menées, les Allemandes vont réagir en haussant leur niveau de jeu et en multipliant les attaques dans le camp colombien. Peu avant la fin du temps réglementaire, la faute de la gardienne colombienne, Catalina Perez permet à l'Allemagne d'égaliser. Cependant, au cours de 11 minutes de temps additionnel, les Colombiennes vont doubler la mise avec Vanegas et obtenir une victoire de prestige qui les envoie en 1/8 de finale.
1re journée
| Match 15                     | Allemagne | 6 - 0   | Maroc | Melbourne Rectangular Stadium, Melbourne    |                                             |
| 24 juillet 2023 18h30 UTC+10 | ( Hendrich) Popp 11e · ( Bühl) Popp 39e · Bühl 46e · Ait El Haj 54e (csc) · Redouani 79e (csc) · Schüller 90e | (2 - 0) |       | Spectateurs : 27 256 Arbitrage : Tori Penso | Spectateurs : 27 256 Arbitrage : Tori Penso |
| 24 juillet 2023 18h30 UTC+10 | Rapport |         |       | Spectateurs : 27 256 Arbitrage : Tori Penso | Spectateurs : 27 256 Arbitrage : Tori Penso |

| Match 16                     | Colombie                      | 2 - 0   | Corée du Sud | Sydney Football Stadium, Sydney                |                                                |
| 25 juillet 2023 12h00 UTC+10 | Usme 30e (pen.) · Caicedo 39e | (2 - 0) |              | Spectateurs : 24 323 Arbitrage : Rebecca Welch | Spectateurs : 24 323 Arbitrage : Rebecca Welch |
| 25 juillet 2023 12h00 UTC+10 | Rapport                       |         |              | Spectateurs : 24 323 Arbitrage : Rebecca Welch | Spectateurs : 24 323 Arbitrage : Rebecca Welch |

2e journée
| Match 31                       | Corée du Sud | 0 - 1   | Maroc                   | Hindmarsh Stadium, Adélaïde                          |                                                      |
| 30 juillet 2023 14h00 UTC+9:30 |              | (0 - 1) | 6e Jraidi ( Aït El Haj) | Spectateurs : 12 886 Arbitrage : Edina Alves Batista | Spectateurs : 12 886 Arbitrage : Edina Alves Batista |
| 30 juillet 2023 14h00 UTC+9:30 | Rapport      |         |                         | Spectateurs : 12 886 Arbitrage : Edina Alves Batista | Spectateurs : 12 886 Arbitrage : Edina Alves Batista |

| Match 32                     | Allemagne       | 1 - 2   | Colombie                              | Sydney Football Stadium, Sydney                 |                                                 |
| 30 juillet 2023 19h30 UTC+10 | Popp 89e (pen.) | (0 - 0) | 52e Caicedo · 90+7e Vanegas ( Santos) | Spectateurs : 40 499 Arbitrage : Melissa Borjas | Spectateurs : 40 499 Arbitrage : Melissa Borjas |
| 30 juillet 2023 19h30 UTC+10 | Rapport         |         |                                       | Spectateurs : 40 499 Arbitrage : Melissa Borjas | Spectateurs : 40 499 Arbitrage : Melissa Borjas |

3e journée
| Match 47                 | Corée du Sud               | 1 - 1   | Allemagne        | Brisbane Stadium, Brisbane                           |                                                      |
| 3 août 2023 20h00 UTC+10 | ( Young-ju) Cho So-hyun 6e | (1 - 1) | 42e Popp ( Huth) | Spectateurs : 17 342 Arbitrage : Anna-Marie Keighley | Spectateurs : 17 342 Arbitrage : Anna-Marie Keighley |
| 3 août 2023 20h00 UTC+10 | Rapport                    |         |                  | Spectateurs : 17 342 Arbitrage : Anna-Marie Keighley | Spectateurs : 17 342 Arbitrage : Anna-Marie Keighley |

| Match 48                | Maroc                 | 1 - 0   | Colombie | Perth Rectangular Stadium, Perth                   |                                                    |
| 3 août 2023 18h00 UTC+8 | ( Diki) Lahmari 45+4e | (1 - 0) |          | Spectateurs : 38 945 Arbitrage : Maria Sole Caputi | Spectateurs : 38 945 Arbitrage : Maria Sole Caputi |
| 3 août 2023 18h00 UTC+8 | Rapport               |         |          | Spectateurs : 38 945 Arbitrage : Maria Sole Caputi | Spectateurs : 38 945 Arbitrage : Maria Sole Caputi |

### Tableau final
Les huitièmes de finale commencent le 5 août 2023, avec un certain nombre de surprises. Parmi les grands absents, le Canada, champion olympique en titre, l’Allemagne vice-championne d'Europe et donnée parmi les grandes favorites au commencement de la compétition ou le Brésil qui était présent à ce niveau-là depuis 1999. Au rayon des équipes surprises, trois des quatre équipes africaines, lesquelles se trouvaient dans le dernier chapeau : le Nigeria, déjà présent il y a quatre ans en huitième, l'Afrique du Sud, qui a éliminé l'Italie, et le Maroc, qui a poussé l'Allemagne hors de la compétition. La Jamaïque participe elle aussi pour la première fois au tableau final d'une Coupe du monde après avoir écarté le Brésil. À l'exception de l'OFC, toutes les confédérations sont représentées pour ce tableau final.
|  | Huitièmes de finale                                       | Huitièmes de finale               | Huitièmes de finale                      | Huitièmes de finale               |            |            | Quarts de finale                                       | Quarts de finale                                       | Quarts de finale                                       | Quarts de finale                                       |                                    |                                    | Demi-finales                       | Demi-finales                       | Demi-finales                       | Demi-finales                       |  |  | Finale                                   | Finale                                   | Finale                                   | Finale                                   |
|  |                                                           |                                   |                                          |                                   |            |            |                                                        |                                                        |                                                        |                                                        |                                    |                                    |                                    |                                    |                                    |                                    |  |  |                                          |                                          |                                          |                                          |
|  | 5 août 2023 - Eden Park, Auckland                         | 5 août 2023 - Eden Park, Auckland | 5 août 2023 - Eden Park, Auckland        | 5 août 2023 - Eden Park, Auckland |            |            | 11 août 2023 - Wellington Regional Stadium, Wellington | 11 août 2023 - Wellington Regional Stadium, Wellington | 11 août 2023 - Wellington Regional Stadium, Wellington | 11 août 2023 - Wellington Regional Stadium, Wellington |                                    |                                    | 15 août 2023 - Eden Park, Auckland | 15 août 2023 - Eden Park, Auckland | 15 août 2023 - Eden Park, Auckland | 15 août 2023 - Eden Park, Auckland |  |  | 20 août 2023 - Stadium Australia, Sydney | 20 août 2023 - Stadium Australia, Sydney | 20 août 2023 - Stadium Australia, Sydney | 20 août 2023 - Stadium Australia, Sydney |
|  | A1                                                        | Suisse                            | 1                                        | 1                                 |            |            | 11 août 2023 - Wellington Regional Stadium, Wellington | 11 août 2023 - Wellington Regional Stadium, Wellington | 11 août 2023 - Wellington Regional Stadium, Wellington | 11 août 2023 - Wellington Regional Stadium, Wellington |                                    |                                    | 15 août 2023 - Eden Park, Auckland | 15 août 2023 - Eden Park, Auckland | 15 août 2023 - Eden Park, Auckland | 15 août 2023 - Eden Park, Auckland |  |  | 20 août 2023 - Stadium Australia, Sydney | 20 août 2023 - Stadium Australia, Sydney | 20 août 2023 - Stadium Australia, Sydney | 20 août 2023 - Stadium Australia, Sydney |
|  | A1                                                        | Suisse                            | 1                                        | 1                                 |            |            | 11 août 2023 - Wellington Regional Stadium, Wellington | 11 août 2023 - Wellington Regional Stadium, Wellington | 11 août 2023 - Wellington Regional Stadium, Wellington | 11 août 2023 - Wellington Regional Stadium, Wellington |                                    |                                    | 15 août 2023 - Eden Park, Auckland | 15 août 2023 - Eden Park, Auckland | 15 août 2023 - Eden Park, Auckland | 15 août 2023 - Eden Park, Auckland |  |  | 20 août 2023 - Stadium Australia, Sydney | 20 août 2023 - Stadium Australia, Sydney | 20 août 2023 - Stadium Australia, Sydney | 20 août 2023 - Stadium Australia, Sydney |
|  | C2                                                        | Espagne                           | 5                                        | 5                                 |            |            | 11 août 2023 - Wellington Regional Stadium, Wellington | 11 août 2023 - Wellington Regional Stadium, Wellington | 11 août 2023 - Wellington Regional Stadium, Wellington | 11 août 2023 - Wellington Regional Stadium, Wellington |                                    |                                    | 15 août 2023 - Eden Park, Auckland | 15 août 2023 - Eden Park, Auckland | 15 août 2023 - Eden Park, Auckland | 15 août 2023 - Eden Park, Auckland |  |  | 20 août 2023 - Stadium Australia, Sydney | 20 août 2023 - Stadium Australia, Sydney | 20 août 2023 - Stadium Australia, Sydney | 20 août 2023 - Stadium Australia, Sydney |
|  | C2                                                        | Espagne                           | 5                                        | 5                                 | Espagne    | Espagne    | 2                                                      | 2                                                      |                                                        |                                                        |                                    |                                    | 15 août 2023 - Eden Park, Auckland | 15 août 2023 - Eden Park, Auckland | 15 août 2023 - Eden Park, Auckland | 15 août 2023 - Eden Park, Auckland |  |  | 20 août 2023 - Stadium Australia, Sydney | 20 août 2023 - Stadium Australia, Sydney | 20 août 2023 - Stadium Australia, Sydney | 20 août 2023 - Stadium Australia, Sydney |
|  | 6 août 2023 - Sydney Football Stadium, Sydney             |                                   |                                          |                                   | Espagne    | Espagne    | 2                                                      | 2                                                      |                                                        |                                                        |                                    |                                    | 15 août 2023 - Eden Park, Auckland | 15 août 2023 - Eden Park, Auckland | 15 août 2023 - Eden Park, Auckland | 15 août 2023 - Eden Park, Auckland |  |  | 20 août 2023 - Stadium Australia, Sydney | 20 août 2023 - Stadium Australia, Sydney | 20 août 2023 - Stadium Australia, Sydney | 20 août 2023 - Stadium Australia, Sydney |
|  |                                                           |                                   | Pays-Bas                                 | Pays-Bas                          | 1ap        | 1ap        |                                                        |                                                        |                                                        |                                                        |                                    |                                    | 15 août 2023 - Eden Park, Auckland | 15 août 2023 - Eden Park, Auckland | 15 août 2023 - Eden Park, Auckland | 15 août 2023 - Eden Park, Auckland |  |  | 20 août 2023 - Stadium Australia, Sydney | 20 août 2023 - Stadium Australia, Sydney | 20 août 2023 - Stadium Australia, Sydney | 20 août 2023 - Stadium Australia, Sydney |
|  | E1                                                        | Pays-Bas                          | Pays-Bas                                 | Pays-Bas                          | 1ap        | 1ap        | 2                                                      | 2                                                      |                                                        |                                                        |                                    |                                    | 15 août 2023 - Eden Park, Auckland | 15 août 2023 - Eden Park, Auckland | 15 août 2023 - Eden Park, Auckland | 15 août 2023 - Eden Park, Auckland |  |  | 20 août 2023 - Stadium Australia, Sydney | 20 août 2023 - Stadium Australia, Sydney | 20 août 2023 - Stadium Australia, Sydney | 20 août 2023 - Stadium Australia, Sydney |
|  | E1                                                        | Pays-Bas                          | 11 août 2023 - Eden Park, Auckland       |                                   |            |            | 2                                                      | 2                                                      |                                                        |                                                        |                                    |                                    | 15 août 2023 - Eden Park, Auckland | 15 août 2023 - Eden Park, Auckland | 15 août 2023 - Eden Park, Auckland | 15 août 2023 - Eden Park, Auckland |  |  | 20 août 2023 - Stadium Australia, Sydney | 20 août 2023 - Stadium Australia, Sydney | 20 août 2023 - Stadium Australia, Sydney | 20 août 2023 - Stadium Australia, Sydney |
|  | G2                                                        | Afrique du Sud                    | 0                                        | 0                                 |            |            |                                                        |                                                        |                                                        |                                                        |                                    |                                    | 15 août 2023 - Eden Park, Auckland | 15 août 2023 - Eden Park, Auckland | 15 août 2023 - Eden Park, Auckland | 15 août 2023 - Eden Park, Auckland |  |  | 20 août 2023 - Stadium Australia, Sydney | 20 août 2023 - Stadium Australia, Sydney | 20 août 2023 - Stadium Australia, Sydney | 20 août 2023 - Stadium Australia, Sydney |
|  | G2                                                        | Afrique du Sud                    | 0                                        | 0                                 | Espagne    | Espagne    | 2                                                      | 2                                                      |                                                        |                                                        |                                    |                                    |                                    |                                    |                                    |                                    |  |  | 20 août 2023 - Stadium Australia, Sydney | 20 août 2023 - Stadium Australia, Sydney | 20 août 2023 - Stadium Australia, Sydney | 20 août 2023 - Stadium Australia, Sydney |
|  | 5 août 2023 - Wellington Regional Stadium, Wellington     |                                   |                                          |                                   | Espagne    | Espagne    | 2                                                      | 2                                                      |                                                        |                                                        |                                    |                                    |                                    |                                    |                                    |                                    |  |  | 20 août 2023 - Stadium Australia, Sydney | 20 août 2023 - Stadium Australia, Sydney | 20 août 2023 - Stadium Australia, Sydney | 20 août 2023 - Stadium Australia, Sydney |
|  |                                                           |                                   | Suède                                    | Suède                             | 1          | 1          |                                                        |                                                        |                                                        |                                                        |                                    |                                    |                                    |                                    |                                    |                                    |  |  | 20 août 2023 - Stadium Australia, Sydney | 20 août 2023 - Stadium Australia, Sydney | 20 août 2023 - Stadium Australia, Sydney | 20 août 2023 - Stadium Australia, Sydney |
|  | C1                                                        | Japon                             | Suède                                    | Suède                             | 1          | 1          | 3                                                      | 3                                                      |                                                        |                                                        |                                    |                                    |                                    |                                    |                                    |                                    |  |  | 20 août 2023 - Stadium Australia, Sydney | 20 août 2023 - Stadium Australia, Sydney | 20 août 2023 - Stadium Australia, Sydney | 20 août 2023 - Stadium Australia, Sydney |
|  | C1                                                        | Japon                             | 16 août 2023 - Stadium Australia, Sydney |                                   |            |            | 3                                                      | 3                                                      |                                                        |                                                        |                                    |                                    |                                    |                                    |                                    |                                    |  |  | 20 août 2023 - Stadium Australia, Sydney | 20 août 2023 - Stadium Australia, Sydney | 20 août 2023 - Stadium Australia, Sydney | 20 août 2023 - Stadium Australia, Sydney |
|  | A2                                                        | Norvège                           | 1                                        | 1                                 |            |            |                                                        |                                                        |                                                        |                                                        |                                    |                                    |                                    |                                    |                                    |                                    |  |  | 20 août 2023 - Stadium Australia, Sydney | 20 août 2023 - Stadium Australia, Sydney | 20 août 2023 - Stadium Australia, Sydney | 20 août 2023 - Stadium Australia, Sydney |
|  | A2                                                        | Norvège                           | 1                                        | 1                                 | Japon      | Japon      | 1                                                      | 1                                                      |                                                        |                                                        |                                    |                                    |                                    |                                    |                                    |                                    |  |  | 20 août 2023 - Stadium Australia, Sydney | 20 août 2023 - Stadium Australia, Sydney | 20 août 2023 - Stadium Australia, Sydney | 20 août 2023 - Stadium Australia, Sydney |
|  | 6 août 2023 Stade rectangulaire de Melbourne, Melbourne   |                                   |                                          |                                   | Japon      | Japon      | 1                                                      | 1                                                      |                                                        |                                                        |                                    |                                    |                                    |                                    |                                    |                                    |  |  | 20 août 2023 - Stadium Australia, Sydney | 20 août 2023 - Stadium Australia, Sydney | 20 août 2023 - Stadium Australia, Sydney | 20 août 2023 - Stadium Australia, Sydney |
|  |                                                           |                                   | Suède                                    | Suède                             | 2          | 2          |                                                        |                                                        |                                                        |                                                        |                                    |                                    |                                    |                                    |                                    |                                    |  |  | 20 août 2023 - Stadium Australia, Sydney | 20 août 2023 - Stadium Australia, Sydney | 20 août 2023 - Stadium Australia, Sydney | 20 août 2023 - Stadium Australia, Sydney |
|  | G1                                                        | Suède                             | Suède                                    | Suède                             | 2          | 2          | 0 tab (5)                                              | 0 tab (5)                                              |                                                        |                                                        |                                    |                                    |                                    |                                    |                                    |                                    |  |  | 20 août 2023 - Stadium Australia, Sydney | 20 août 2023 - Stadium Australia, Sydney | 20 août 2023 - Stadium Australia, Sydney | 20 août 2023 - Stadium Australia, Sydney |
|  | G1                                                        | Suède                             | 12 août 2023 - Lang Park, Brisbane       |                                   |            |            | 0 tab (5)                                              | 0 tab (5)                                              |                                                        |                                                        |                                    |                                    |                                    |                                    |                                    |                                    |  |  | 20 août 2023 - Stadium Australia, Sydney | 20 août 2023 - Stadium Australia, Sydney | 20 août 2023 - Stadium Australia, Sydney | 20 août 2023 - Stadium Australia, Sydney |
|  | E2                                                        | États-Unis                        | 0 ap (4)                                 | 0 ap (4)                          |            |            |                                                        |                                                        |                                                        |                                                        |                                    |                                    |                                    |                                    |                                    |                                    |  |  | 20 août 2023 - Stadium Australia, Sydney | 20 août 2023 - Stadium Australia, Sydney | 20 août 2023 - Stadium Australia, Sydney | 20 août 2023 - Stadium Australia, Sydney |
|  | E2                                                        | États-Unis                        | 0 ap (4)                                 | 0 ap (4)                          | Espagne    | Espagne    | 1                                                      | 1                                                      |                                                        |                                                        |                                    |                                    |                                    |                                    |                                    |                                    |  |  |                                          |                                          |                                          |                                          |
|  | 7 août 2023 - Stadium Australia, Sydney                   |                                   |                                          |                                   | Espagne    | Espagne    | 1                                                      | 1                                                      |                                                        |                                                        |                                    |                                    |                                    |                                    |                                    |                                    |  |  |                                          |                                          |                                          |                                          |
|  |                                                           |                                   | Angleterre                               | Angleterre                        | 0          | 0          |                                                        |                                                        |                                                        |                                                        |                                    |                                    |                                    |                                    |                                    |                                    |  |  |                                          |                                          |                                          |                                          |
|  | B1                                                        | Australie                         | Angleterre                               | Angleterre                        | 0          | 0          | 2                                                      | 2                                                      |                                                        |                                                        |                                    |                                    |                                    |                                    |                                    |                                    |  |  |                                          |                                          |                                          |                                          |
|  | B1                                                        | Australie                         |                                          |                                   |            |            |                                                        | 2                                                      |                                                        |                                                        |                                    |                                    |                                    |                                    |                                    |                                    |  |  |                                          |                                          |                                          |                                          |
|  | D2                                                        | Danemark                          | 0                                        | 0                                 |            |            |                                                        |                                                        |                                                        |                                                        |                                    |                                    |                                    |                                    |                                    |                                    |  |  |                                          |                                          |                                          |                                          |
|  | D2                                                        | Danemark                          | 0                                        | 0                                 | Australie  | Australie  | 0 tab (7)                                              | 0 tab (7)                                              |                                                        |                                                        |                                    |                                    |                                    |                                    |                                    |                                    |  |  |                                          |                                          |                                          |                                          |
|  | 8 août 2023 - Hindmarsh Stadium, Adélaïde                 |                                   |                                          |                                   | Australie  | Australie  | 0 tab (7)                                              | 0 tab (7)                                              |                                                        |                                                        |                                    |                                    |                                    |                                    |                                    |                                    |  |  |                                          |                                          |                                          |                                          |
|  |                                                           |                                   | France                                   | France                            | 0 ap (6)   | 0 ap (6)   |                                                        |                                                        |                                                        |                                                        |                                    |                                    |                                    |                                    |                                    |                                    |  |  |                                          |                                          |                                          |                                          |
|  | F1                                                        | France                            | France                                   | France                            | 0 ap (6)   | 0 ap (6)   | 4                                                      | 4                                                      |                                                        |                                                        |                                    |                                    |                                    |                                    |                                    |                                    |  |  |                                          |                                          |                                          |                                          |
|  | F1                                                        | France                            | 12 août 2023 - Stadium Australia, Sydney |                                   |            |            | 4                                                      | 4                                                      |                                                        |                                                        |                                    |                                    |                                    |                                    |                                    |                                    |  |  |                                          |                                          |                                          |                                          |
|  | H2                                                        | Maroc                             | 0                                        | 0                                 |            |            |                                                        |                                                        |                                                        |                                                        |                                    |                                    |                                    |                                    |                                    |                                    |  |  |                                          |                                          |                                          |                                          |
|  | H2                                                        | Maroc                             | 0                                        | 0                                 | Australie  | Australie  | 1                                                      | 1                                                      |                                                        |                                                        |                                    |                                    |                                    |                                    |                                    |                                    |  |  |                                          |                                          |                                          |                                          |
|  | 7 août 2023 Lang Park, Brisbane                           |                                   |                                          |                                   | Australie  | Australie  | 1                                                      | 1                                                      |                                                        |                                                        |                                    |                                    |                                    |                                    |                                    |                                    |  |  |                                          |                                          |                                          |                                          |
|  |                                                           |                                   | Angleterre                               | Angleterre                        | 3          | 3          |                                                        |                                                        |                                                        |                                                        |                                    |                                    |                                    |                                    |                                    |                                    |  |  |                                          |                                          |                                          |                                          |
|  | D1                                                        | Angleterre                        | Angleterre                               | Angleterre                        | 3          | 3          | 0 tab (4)                                              | 0 tab (4)                                              |                                                        |                                                        |                                    |                                    |                                    |                                    |                                    |                                    |  |  |                                          |                                          |                                          |                                          |
|  | D1                                                        | Angleterre                        |                                          |                                   |            |            |                                                        | 0 tab (4)                                              |                                                        |                                                        |                                    |                                    |                                    |                                    |                                    |                                    |  |  |                                          |                                          |                                          |                                          |
|  | B2                                                        | Nigeria                           | 0 ap (2)                                 | 0 ap (2)                          |            |            |                                                        |                                                        |                                                        |                                                        |                                    |                                    |                                    |                                    |                                    |                                    |  |  |                                          |                                          |                                          |                                          |
|  | B2                                                        | Nigeria                           | 0 ap (2)                                 | 0 ap (2)                          | Angleterre | Angleterre | 2                                                      | 2                                                      | Troisième place                                        | Troisième place                                        | Troisième place                    | Troisième place                    |                                    |                                    |                                    |                                    |  |  |                                          |                                          |                                          |                                          |
|  | 8 août 2023 - Stade rectangulaire de Melbourne, Melbourne |                                   |                                          |                                   | Angleterre | Angleterre | 2                                                      | 2                                                      | Troisième place                                        | Troisième place                                        | Troisième place                    | Troisième place                    |                                    |                                    |                                    |                                    |  |  |                                          |                                          |                                          |                                          |
|  |                                                           |                                   | Colombie                                 | Colombie                          | 1          | 1          |                                                        |                                                        | 19 août 2023 - Lang Park, Brisbane                     | 19 août 2023 - Lang Park, Brisbane                     | 19 août 2023 - Lang Park, Brisbane | 19 août 2023 - Lang Park, Brisbane |                                    |                                    |                                    |                                    |  |  |                                          |                                          |                                          |                                          |
|  | H1                                                        | Colombie                          | Colombie                                 | Colombie                          | 1          | 1          | 1                                                      | 1                                                      | 19 août 2023 - Lang Park, Brisbane                     | 19 août 2023 - Lang Park, Brisbane                     | 19 août 2023 - Lang Park, Brisbane | 19 août 2023 - Lang Park, Brisbane |                                    |                                    |                                    |                                    |  |  |                                          |                                          |                                          |                                          |
|  | H1                                                        | Colombie                          |                                          |                                   |            |            |                                                        | 1                                                      |                                                        |                                                        | Suède                              | Suède                              | 2                                  | 2                                  |                                    |                                    |  |  |                                          |                                          |                                          |                                          |
|  | F2                                                        | Jamaïque                          | 0                                        | 0                                 |            |            |                                                        |                                                        |                                                        |                                                        | Suède                              | Suède                              | 2                                  | 2                                  |                                    |                                    |  |  |                                          |                                          |                                          |                                          |
|  | F2                                                        | Jamaïque                          | 0                                        | 0                                 | Australie  | Australie  | 0                                                      | 0                                                      |                                                        |                                                        |                                    |                                    |                                    |                                    |                                    |                                    |  |  |                                          |                                          |                                          |                                          |
|  |                                                           |                                   |                                          |                                   |            |            |                                                        |                                                        |                                                        |                                                        |                                    |                                    |                                    |                                    |                                    |                                    |  |  |                                          |                                          |                                          |                                          |

#### Huitièmes de finale
| Match 49                 | Suisse           | 1 - 5   | Espagne                                                                                            | Eden Park, Auckland                            |                                                |
| 5 août 2023 17h00 UTC+12 | Codina 11e (csc) | (1 - 4) | 5e Bonmatí ( Redondo) · 17e Redondo ( Bonmatí) · 36e Bonmatí · 45e Codina · 70e Hermoso ( Bonmatí) | Spectateurs : 43 217 Arbitrage : Cheryl Foster | Spectateurs : 43 217 Arbitrage : Cheryl Foster |
| 5 août 2023 17h00 UTC+12 | Stierli 73e      | Rapport | | Spectateurs : 43 217 Arbitrage : Cheryl Foster | Spectateurs : 43 217 Arbitrage : Cheryl Foster |

| Match 50                 | Japon                                                  | 3 - 1   | Norvège                | Wellington Regional Stadium, Wellington              |                                                      |
| 5 août 2023 20h00 UTC+12 | Engen 15e (csc) · Shimizu 50e · ( Fujino) Miyazawa 81e | (1 - 1) | 20e Reiten ( Bøe Risa) | Spectateurs : 33 042 Arbitrage : Edina Alves Batista | Spectateurs : 33 042 Arbitrage : Edina Alves Batista |
| 5 août 2023 20h00 UTC+12 | Rapport                                                |         |                        | Spectateurs : 33 042 Arbitrage : Edina Alves Batista | Spectateurs : 33 042 Arbitrage : Edina Alves Batista |

| Match 51                 | Pays-Bas                              | 2 - 0   | Afrique du Sud | Sydney Football Stadium, Sydney                    |                                                    |
| 6 août 2023 12h00 UTC+10 | Roord 9e · ( Martens) Beerensteyn 68e | (1 - 0) |                | Spectateurs : 40 233 Arbitrage : Yoshimi Yamashita | Spectateurs : 40 233 Arbitrage : Yoshimi Yamashita |
| 6 août 2023 12h00 UTC+10 | van de Donk 67e                       | Rapport |                | Spectateurs : 40 233 Arbitrage : Yoshimi Yamashita | Spectateurs : 40 233 Arbitrage : Yoshimi Yamashita |

| Match 52                 | Suède                                                                | 0 - 0 ap              | États-Unis                                                   | Stade rectangulaire de Melbourne, Melbourne         |                                                     |
| 6 août 2023 19h00 UTC+10 |                                                                      | (0 - 0, 0 - 0, 0 - 0) |                                                              | Spectateurs : 27 706 Arbitrage : Stéphanie Frappart | Spectateurs : 27 706 Arbitrage : Stéphanie Frappart |
| 6 août 2023 19h00 UTC+10 | Asllani 49e                                                          | Rapport               | 119e Ertz ·                                                  | Spectateurs : 27 706 Arbitrage : Stéphanie Frappart | Spectateurs : 27 706 Arbitrage : Stéphanie Frappart |
| 6 août 2023 19h00 UTC+10 | Rolfö · Rubensson · Björn · Blomqvist · Bennison · Eriksson · Hurtig | Tirs au but 5 - 4     | Sullivan · Horan · Mewis · Rapinoe · Smith · Naeher · O'Hara | Spectateurs : 27 706 Arbitrage : Stéphanie Frappart | Spectateurs : 27 706 Arbitrage : Stéphanie Frappart |

| Match 54                 | Angleterre                                   | 0 - 0 ap              | Nigeria                                 | Lang Park, Brisbane                             |                                                 |
| 7 août 2023 17h30 UTC+10 |                                              | (0 - 0, 0 - 0, 0 - 0) |                                         | Spectateurs : 49 461 Arbitrage : Melissa Borjas | Spectateurs : 49 461 Arbitrage : Melissa Borjas |
| 7 août 2023 17h30 UTC+10 | James 87e                                    | Rapport               |                                         | Spectateurs : 49 461 Arbitrage : Melissa Borjas | Spectateurs : 49 461 Arbitrage : Melissa Borjas |
| 7 août 2023 17h30 UTC+10 | Stanway · England · Daly · Greenwood · Kelly | Tirs au but 4 - 2     | Oparanozie · Alozie · Ajibade · Ucheibe | Spectateurs : 49 461 Arbitrage : Melissa Borjas | Spectateurs : 49 461 Arbitrage : Melissa Borjas |

| Match 53                 | Australie                                    | 2 - 0   | Danemark    | Stadium Australia, Sydney                      |                                                |
| 7 août 2023 20h30 UTC+10 | ( Fowler) Foord 29e · ( van Egmond) Raso 70e | (1 - 0) |             | Spectateurs : 75 784 Arbitrage : Rebecca Welch | Spectateurs : 75 784 Arbitrage : Rebecca Welch |
| 7 août 2023 20h30 UTC+10 |                                              | Rapport | 66e Thomsen | Spectateurs : 75 784 Arbitrage : Rebecca Welch | Spectateurs : 75 784 Arbitrage : Rebecca Welch |

| Match 56                 | Colombie | 1 - 0   | Jamaïque | Stade rectangulaire de Melbourne, Melbourne    |                                                |
| 8 août 2023 18h00 UTC+10 | Usme 51e | (0 - 0) |          | Spectateurs : 27 706 Arbitrage : Kate Jacewicz | Spectateurs : 27 706 Arbitrage : Kate Jacewicz |
| 8 août 2023 18h00 UTC+10 | Rapport  |         |          | Spectateurs : 27 706 Arbitrage : Kate Jacewicz | Spectateurs : 27 706 Arbitrage : Kate Jacewicz |

La France surclasse l'équipe du Maroc dans le dernier huitième de finale. Kadidiatou Diani marque dès la 15e minute sur un centre de Karchaoui. Kenza Dali double la marque cinq minutes plus tard avant qu'Eugénie Le Sommer ne vienne donner un avantage décisif à la 23e minute. En huit minutes les Françaises se sont mis à l'abri de leurs adversaires. Le reste du match est totalement sous le contrôle des Bleues, Le Sommer réalisant même un doublé à la 70e minute.
| Match 55                   | France                                                                                       | 4 - 0   | Maroc          | Hindmarsh Stadium, Adélaïde                 |                                             |
| 8 août 2023 20h30 UTC+9:30 | ( Karchaoui) Diani 15e · ( Diani) Dali 20e · ( Diani) Le Sommer 23e · ( Becho) Le Sommer 70e | (3 - 0) |                | Spectateurs : 13 557 Arbitrage : Tori Penso | Spectateurs : 13 557 Arbitrage : Tori Penso |
| 8 août 2023 20h30 UTC+9:30 |                                                                                              | Rapport | 57e Aït El Haj | Spectateurs : 13 557 Arbitrage : Tori Penso | Spectateurs : 13 557 Arbitrage : Tori Penso |

#### Quarts de finale
Les quarts de finale se déroulent les vendredi 11 et samedi 12 août 2023. Deux matchs ont lieu en Nouvelle-Zélande et deux autres en Australie. Les huitièmes de finale ont vu l'élimination des tenantes du titre. Les Américaines ne remporteront donc pas une troisième Coupe du monde consécutive.
Le premier quart de finale voit la victoire de l'Espagne sur les Pays-Bas. Il faut attendre le dernier quart d'heure pour voir le match se décanter. Mais auparavant l'Espagne fait la démonstration de sa maîtrise technique et tactique mais a manqué de réussite comme le symbolise les deux tirs sur les poteaux à la 17e minute d'Alba Redondo. A la 80e minute l'Espagne plante la première banderille en marquant sur pénalty par Mariona Caldentey à la suite d'une intervention de la VAR pour une main malencontreuse d'une défenseuse néerlandaise. Dans le temps additionnel, Stefanie van der Gragt rattrape son erreur sur le pénalty en marquant le but égalisateur. C'est donc lors des prolongations que l'Espagne assure sa première qualification de l'histoire pour les demi-finales sur un but de Salma Paralluelo à la 111e minute.
| Match 57                  | Espagne                                           | 2 - 1 ap              | Pays-Bas                      | Wellington Regional Stadium, Wellington             |                                                     |
| 11 août 2023 13h00 UTC+12 | Caldentey 81e (pen.) · ( Hermoso) Paralluelo 111e | (0 - 0, 1 - 1, 1 - 1) | 90+1e van der Gragt ( Pelova) | Spectateurs : 32 021 Arbitrage : Stéphanie Frappart | Spectateurs : 32 021 Arbitrage : Stéphanie Frappart |
| 11 août 2023 13h00 UTC+12 | Hernández 91e                                     | Rapport               | 96e Egurrola                  | Spectateurs : 32 021 Arbitrage : Stéphanie Frappart | Spectateurs : 32 021 Arbitrage : Stéphanie Frappart |

La Suède élimine le Japon pour se qualifier pour la cinquième fois en demi-finale de la Coupe du monde. Les Suédoises ont dominé les vainqueurs du titre 2011 pendant la majeure partie de la soirée. La défenseuse Amanda Ilestedt a donné l'avantage à la Suède en inscrivant son quatrième but du tournoi à la 32e minute, avant que Filippa Angeldal n'ajoute le deuxième sur penalty juste après la pause. Mais le Japon n'abandonne pas le combat et pousse dans la dernière demi-heure pour revenir dans le match. Mais Riko Ueki rate un pénalty à la 76e minute de jeu. Onze minutes plus tard la remplaçante Honoka Hayashi marque pour revenir à 2 buts à 1. Mais cet effort est vain. La Suède tient bon dans les arrêts de jeu pour se qualifier.
| Match 58                  | Japon       | 1 - 2   | Suède                               | Eden Park, Auckland                             |                                                 |
| 11 août 2023 19h30 UTC+12 | Hayashi 87e | (0 - 1) | 32e Ilestedt · 51e (pen.) Angeldahl | Spectateurs : 43 217 Arbitrage : Esther Staubli | Spectateurs : 43 217 Arbitrage : Esther Staubli |
| 11 août 2023 19h30 UTC+12 | Ueki 79e    | Rapport |                                     | Spectateurs : 43 217 Arbitrage : Esther Staubli | Spectateurs : 43 217 Arbitrage : Esther Staubli |

| Match 59                  | Australie                                                                          | 0 - 0                 | France                                                                                     | Lang Park, Brisbane                                   |                                                       |
| 12 août 2023 17h00 UTC+10 |                                                                                    | (0 - 0, 0 - 0, 0 - 0) |                                                                                            | Spectateurs : 49 361 Arbitrage : María Belén Carvajal | Spectateurs : 49 361 Arbitrage : María Belén Carvajal |
| 12 août 2023 17h00 UTC+10 | Gorry 91e                                                                          | Rapport               |                                                                                            | Spectateurs : 49 361 Arbitrage : María Belén Carvajal | Spectateurs : 49 361 Arbitrage : María Belén Carvajal |
| 12 août 2023 17h00 UTC+10 | Foord · Catley · Kerr · Fowler · Arnold · Gorry · Yallop · Carpenter · Hunt · Vine | Tirs au but 7 - 6     | Bacha · Diani · Renard · Le Sommer · Périsset · Geyoro · Karchaoui · Lakrar · Dali · Becho | Spectateurs : 49 361 Arbitrage : María Belén Carvajal | Spectateurs : 49 361 Arbitrage : María Belén Carvajal |

| Match 60                  | Angleterre             | 2 - 1   | Colombie              | Stadium Australia, Sydney                           |                                                     |
| 12 août 2023 20h30 UTC+10 | Hemp 45+6e · Russo 63e | (1 - 1) | 44e Santos ( Caicedo) | Spectateurs : 75 784 Arbitrage : Ekaterina Koroleva | Spectateurs : 75 784 Arbitrage : Ekaterina Koroleva |
| 12 août 2023 20h30 UTC+10 | Rapport                |         |                       | Spectateurs : 75 784 Arbitrage : Ekaterina Koroleva | Spectateurs : 75 784 Arbitrage : Ekaterina Koroleva |

#### Demi-finales
Les demi-finales se disputent les 15 et 16 août 2023.
Le premier match a lieu à Auckland et oppose deux équipes européennes, l'Espagne et la Suède. Autant les Suédoises sont des habituées du dernier carré, autant les Espagnoles y parviennent pour la toute première fois. Cette inexpérience espagnole ne fait pas d'elles des outsiders de la rencontre tant leur maitrise depuis le début de la compétition est grande. La rencontre est aussi un véritable test pour la cohésion de l'équipe et pour le sélectionneur Jorge Vilda, puisque celui-ci doit faire face depuis un an à une rébellion d'une partie des joueuses internationale au point que plusieurs d'entre elles ont refusé la sélection pour la Coupe du monde.
| Match 61                  | Espagne                                   | 2 - 1   | Suède                   | Eden Park, Auckland                                  |                                                      |
| 15 août 2023 20h00 UTC+12 | Paralluelo 81e · ( Abelleira) Carmona 89e | (0 - 0) | 88e Blomqvist ( Hurtig) | Spectateurs : 43 217 Arbitrage : Edina Alves Batista | Spectateurs : 43 217 Arbitrage : Edina Alves Batista |
| 15 août 2023 20h00 UTC+12 | Rapport                                   |         |                         | Spectateurs : 43 217 Arbitrage : Edina Alves Batista | Spectateurs : 43 217 Arbitrage : Edina Alves Batista |

| Match 62                  | Australie         | 1 - 3   | Angleterre                                         | Stadium Australia, Sydney                   |                                             |
| 16 août 2023 20h00 UTC+10 | ( Gorry) Kerr 63e | (0 - 1) | 36e Toone · 71e Hemp ( Bright) · 86e Russo ( Hemp) | Spectateurs : 75 784 Arbitrage : Tori Penso | Spectateurs : 75 784 Arbitrage : Tori Penso |
| 16 août 2023 20h00 UTC+10 | Rapport           |         |                                                    | Spectateurs : 75 784 Arbitrage : Tori Penso | Spectateurs : 75 784 Arbitrage : Tori Penso |

#### Match pour la troisième place
La Suède remporte pour la quatrième fois la médaille de bronze en battant l'Australie à Brisbane sur le score de deux buts à zéro.
Ce sont les Suédoises qui commencent le mieux la rencontre en obtenant dès la première minute une occasion de but par Blackstenius. Le tir est repoussé par la gardienne Mackenzie Arnold. Petit à petit le jeu s'équilibre et les Australiennes obtiennent plusieurs occasions, mais ce sont bien les Suédoises qui restent les plus dangereuses par Fridolina Rolfö qui place une tête sur la barre sur un centre de Kosovare Asllani. Peu après la Suède bénéficie d'un pénalty après une intervention de la VAR qui signale à l'arbitre galloise Cheryl Foster une faute de Clare Hunt sur Blackstenius. Rolfö ouvre ainsi la marque. La capitaine suédoise Kosovare Asllani double la mise juste après l'heure de jeu, en trompant la gardienne Mackenzie Arnold d'une frappe à l'entrée de la surface de réparation, à la suite d'une nouvelle contre-attaque rapide. L'Australie se lance alors éperdument en attaque mais semble à court d'énergie et d'idées. Les efforts des Matildas pour revenir dans le match se réduisent lorsque leur attaquante vedette, Sam Kerr, se blesse en fin de match. Bien que déçues de terminer leur Coupe du monde par une défaite, les Australiennes obtiennent tout de même leur meilleur résultat en Coupe du monde, elles qui n'avaient jamais dépassé le stade des quarts de finale.
| Match 63                  | Suède                                          | 2 - 0   | Australie | Lang Park, Brisbane                            |                                                |
| 19 août 2023 18h00 UTC+10 | Rolfö 30e (pen.) · ( Blackstenius) Asllani 62e | (1 - 0) |           | Spectateurs : 49 461 Arbitrage : Cheryl Foster | Spectateurs : 49 461 Arbitrage : Cheryl Foster |
| 19 août 2023 18h00 UTC+10 | Rapport                                        |         |           | Spectateurs : 49 461 Arbitrage : Cheryl Foster | Spectateurs : 49 461 Arbitrage : Cheryl Foster |

#### Finale
La finale se dispute le 20 août 2023. Il s'agit pour l'Espagne et pour l'Angleterre de leur premier match à ce niveau d'une coupe du monde. Il s'agit en outre d'une finale particulière à un autre point de vue : aucune des deux équipes n'a déjà accédé à ce niveau de la compétition, leur victoire est donc une première historique.
Le match est remporté par l'équipe espagnole, grâce à un but d'Olga Carmona à la 29e minute.
| Match 64                  | Espagne                | 1 - 0   | Angleterre | Stadium Australia, Sydney                   |                                             |
| 20 août 2023 20h00 UTC+10 | ( Mariona) Carmona 29e | (1 - 0) |            | Spectateurs : 75 784 Arbitrage : Tori Penso | Spectateurs : 75 784 Arbitrage : Tori Penso |
| 20 août 2023 20h00 UTC+10 | Rapport                |         |            | Spectateurs : 75 784 Arbitrage : Tori Penso | Spectateurs : 75 784 Arbitrage : Tori Penso |

## Statistiques

### Buteuses
5 buts
- Hinata Miyazawa

4 buts
- Alexandra Popp (dont 1 penalty)
- Jill Roord
- Kadidiatou Diani (dont 2 penalties)
- Amanda Ilestedt

3 buts
- Hayley Raso
- Ary Borges
- Lauren James
- Lauren Hemp
- Alessia Russo
- Eugénie Le Sommer
- Aitana Bonmatí
- Alba Redondo
- Jennifer Hermoso
- Sophie Román Haug
- Rebecka Blomqvist
- Fridolina Rolfö (dont 1 penalty)

2 buts
- Thembi Kgatlana
- Hildah Magaia
- Steph Catley (dont 2 penalties)
- Wang Shuang (dont 2 penalties)
- Linda Caicedo
- Catalina Usme (dont 1 penalty)
- Olga Carmona
- Salma Paralluelo
- Lindsey Horan
- Sophia Smith
- Arianna Caruso (dont 1 penalty)
- Mina Tanaka
- Riko Ueki (dont 1 penalty)
- Guro Reiten (dont 1 penalty)
- Esmee Brugts

1 but
- Linda Motlhalo
- Klara Bühl
- Lea Schüller
- Rachel Daly
- Chloe Kelly
- Ella Toone
- Georgia Stanway (dont 1 penalty)
- Sophia Braun
- Romina Núñez
- Emily van Egmond
- Caitlin Foord
- Mary Fowler
- Alanna Kennedy
- Sam Kerr
- Debinha
- Bia Zaneratto
- Adriana Leon
- Manuela Vanegas
- Leicy Santos
- Cho So-hyun
- Melissa Herrera
- Pernille Harder
- Sanne Troelsgaard Nielsen
- Amalie Vangsgaard
- Teresa Abelleira
- Laia Codina
- Esther González
- Vicki Becho
- Kenza Dali
- Léa Le Garrec
- Maëlle Lakrar
- Wendie Renard
- Katie McCabe
- Cristiana Girelli
- Allyson Swaby
- Jun Endo
- Aoba Fujino
- Honoka Hayashi
- Hikaru Naomoto
- Risa Shimizu
- Ibtissam Jraidi
- Anissa Lahmari
- Uchenna Kanu
- Osinachi Ohale
- Asisat Oshoala
- Caroline Graham Hansen
- Hannah Wilkinson
- Emily Cedeño
- Marta Cox
- Yomira Pinzón
- Lineth Beerensteyn
- Lieke Martens
- Katja Snoeijs
- Daniëlle van de Donk
- Stefanie van der Gragt
- Sarina Bolden
- Telma Encarnação
- Francisca Nazareth
- Kosovare Asllani
- Stina Blackstenius
- Elin Rubensson (dont 1 penalty)
- Ramona Bachmann (dont 1 penalty)
- Seraina Piubel
- Barbra Banda (dont 1 penalty)
- Racheal Kundananji
- Lushomo Mweemba

Contre son camp  (csc)
- Valeria del Campo contre l'Espagne
- Laia Codina contre la Suisse
- Megan Connolly contre le Canada
- Benedetta Orsi contre l'Afrique du Sud
- Hanane Aït El Haj contre l'Allemagne
- Zineb Redouani contre l'Allemagne
- Ingrid Syrstad Engen contre le Japon
- Alicia Barker contre la Norvège

Source : Meilleures buteuses (BBC)

### Passeuses
3 passes décisives
- Lauren James
- Kadidiatou Diani
- Mina Tanaka

2 passes décisives
- Caitlin Foord
- Eva Navarro
- Aitana Bonmatí
- Jennifer Hermoso
- Selma Bacha
- Jun Endo
- Aoba Fujino
- Vilde Bøe Risa
- Lieke Martens
- Victoria Pelova
- Jonna Andersson
- Thembi Kgatlana

1 passe décisive
- Jermaine Seoposenwe
- Hildah Magaia
- Klara Bühl
- Kathrin Hendrich
- Svenja Huth
- Millie Bright
- Jess Carter
- Laura Coombs
- Rachel Daly
- Alex Greenwood
- Lauren Hemp
- Yamila Rodríguez
- Kyra Cooney-Cross
- Emily van Egmond
- Mary Fowler
- Katrina Gorry
- Ary Borges
- Debinha
- Geyse
- Sophie Schmidt
- Linda Caicedo
- Ana María Guzmán
- Leicy Santos
- Valeria del Campo
- Lee Young-ju
- Mille Gejl
- Pernille Harder
- Vicki Becho
- Sakina Karchaoui
- Clara Mateo
- Ève Périsset
- Rose Lavelle
- Alex Morgan
- Sophia Smith
- Ona Batlle
- Mariona Caldentey
- Alexia Putellas
- Alba Redondo
- Teresa Abelleira
- Lisa Boattin
- Cristiana Girelli
- Trudi Carter
- Yui Hasegawa
- Hinata Miyazawa
- Miyabi Moriya
- Riko Ueki
- Hanane Aït El Haj
- Sakina Ouzraoui Diki
- Thea Bjelde
- Vilde Bøe Risa
- Guro Reiten
- Jacqui Hand
- Dominique Janssen
- Sherida Spitse
- Daniëlle van de Donk
- Stefanie van der Gragt
- Sara Eggesvik
- Lúcia Alves
- Telma Encarnação
- Kosovare Asllani
- Magdalena Eriksson
- Sofia Jakobsson
- Lina Hurtig
- Amanda Ilestedt
- Johanna Rytting Kaneryd
- Stina Blackstenius
- Barbra Banda
- Avell Chitundu

Source : Meilleures passeuses

## Prix décernés
Les prix suivants ont été décernés à la fin du tournoi.
| Prix                      | Gagnante         |
| ------------------------- | ---------------- |
| Ballon d'or               | Aitana Bonmatí   |
| Ballon d'argent           | Jennifer Hermoso |
| Ballon de bronze          | Amanda Ilestedt  |
| Soulier d'or              | Hinata Miyazawa  |
| Soulier d'argent          | Kadidiatou Diani |
| Soulier de bronze         | Alexandra Popp   |
| Gant d'or                 | Mary Earps       |
| Jeune joueuse             | Salma Paralluelo |
| Trophée FIFA du Fair Play | Japon            |
| But du tournoi            | Linda Caicedo    |

### Bilan sportif
| Confédération | Premier tour | 1/8 de finale | 1/4 de finale | Demi-finales | Finale | Victoire |
| ------------- | ------------ | ------------- | ------------- | ------------ | ------ | -------- |
| UEFA          | 12           | 8             | 5             | 3            | 2      | 1        |
| AFC           | 6            | 2             | 2             | 1            | 0      | 0        |
| CONMEBOL      | 3            | 1             | 1             | 0            | 0      | 0        |
| CAF           | 4            | 3             | 0             | 0            | 0      | 0        |
| CONCACAF      | 6            | 2             | 0             | 0            | 0      | 0        |
| OFC           | 1            | 0             | 0             | 0            | 0      | 0        |
| Total         | 32           | 16            | 8             | 4            | 2      | 1        |

## Aspects socio-économiques de la Coupe du monde

### Droits des femmes
Le soir de la victoire de l'équipe d'Espagne féminine de football à Sydney, devant les télévisions du monde entier, le sélectionneur Luis Rubiales embrasse de force la championne Jennifer Hermoso. Cet acte initie le mouvement #SeAcabó (en français : “C’est fini !”), considéré comme le #MeToo du football espagnol.

### Sponsoring
La compétition est sponsorisée par plusieurs entreprises, soit parce qu'elles sont des sponsors institutionnels de la FIFA comme Adidas, Coca-Cola, Wanda, VISA ou Xero (en), soit parce qu'elles sont des sponsors spécifiques pour la compétition soit au niveau mondial, Calm (en), Globant (en), Qatar Airways et TikTok, soit dans les pays organisateurs, Commonwealth Bank, Inter Rapidisimo, Jacob's Creek.
Début février 2023, il se murmure que la FIFA serait sur le point de signer un accord de sponsoring avec Visit Saudi, l'office de tourisme de l'État saoudien. Immédiatement les gouvernements australiens et néo-zélandais dénoncent cette possibilité et demande à la FIFA « d'éclaircir rapidement la situation ». En effet les deux pays organisateurs soulèvent le bilan désastreux de l'Arabie saoudite en matière de droits des femmes. Après avoir tout d'abord trouvé un accord pour suspendre l'accord avec ce sponsor, la FIFA annonce le 16 mars 2023, au lendemain de la réélection de Gianni Infantino que l'Arabie saoudite ne sponsorisera pas la compétition. Ce sponsoring aurait été en contradiction avec les attentes des participantes et du public. L'attaquante américaine Alex Morgan souligne le fait qu'il aurait été déplacé que ce pays sponsorise la Coupe du monde alors que les femmes saoudiennes « ne peuvent même pas avoir un emploi sans l'autorisation de leur tuteur masculin ».

### Dotations financières
L'enveloppe financière débloquée par la FIFA pour cette compétition dans le but d'indemniser les joueuses augmente très fortement. Chaque joueuse touche ainsi au minimum 30 000 dollars. Les vainqueurs obtiendront 270 000 dollars.
La dotation totale (équipes + joueuses) atteint 110 millions de dollars, contre 30 millions lors de la précédente Coupe, tenue en France en 2019 (avec 24 équipes), 15 millions quatre ans plus tôt au Canada, 7,5 millions pour celle organisée en Allemagne (avec 16 équipes) et 5,8 millions pour la Coupe de 2007 en Chine.
Mais si les primes de la Coupe du monde féminine sont en très forte augmentation, elles restent quatre fois inférieures à celles des hommes pour la même compétition.
| Niveau atteint     | Dotations     | Dotations     |
| Niveau atteint     | Par équipe    | Par joueuse   |
| ------------------ | ------------- | ------------- |
| Premier tour       | 1 560 000 $   | 30 000 $      |
| Huitième de finale | 1 870 000 $   | 60 000 $      |
| Quart de finale    | 2 180 000 $   | 90 000 $      |
| Quatrième place    | 2 455 000 $   | 165 000 $     |
| Troisième place    | 2 610 000 $   | 180 000 $     |
| Finale             | 3 015 000 $   | 195 000 $     |
| Vainqueur          | 4 290 000 $   | 270 000 $     |
| Total              | 110 000 000 $ | 110 000 000 $ |

### Diffuseurs
En Europe, beaucoup de difficultés sont rencontrées pour diffuser les matchs de la Coupe du monde. En cause, le décalage horaire avec certains matchs diffusés à midi sur le sol européen.
Début juin 2023 soit un mois et demi avant l'ouverture de la compétition 151 pays ont acheté les droits de diffusion de la Coupe du monde. Le Royaume-Uni, l'Allemagne, l'Italie, l'Espagne et la France ont tardé à signer un accord de diffusion, n'obtenant les droits que quelques semaines avant la compétition. En France Marinette Pichon lance même une pétition pour inciter les diffuseurs à trouver un accord avec la FIFA.
Voici la liste des pays diffusant la Coupe du monde 2023, répartis par continents.
- Amérique du Nord et Centrale :
  -  Canada : CTV, TSN, RDS[98].
  -  États-Unis : Fox, Telemundo[99],[100].
- Asie :
  -  Chine : CCTV[101].
  -  Corée du Sud : KBS, MBC, SBS[102]
  -  Japon : NHK, Fuji TV[103].
- Europe :
  -  Angleterre : BBC[104].
  -  Belgique : RTBF[105].
  -  Espagne : RTVE[106].
  -  France : France Télévisions, Groupe M6[107].
  -  Pays-Bas : NOS, Eurosport, ESPN[108].
- Océanie :
  -  Australie : Seven Network, Optus Sport[109],[110].
  -  Nouvelle-Zélande : Sky Sports[111].

Au terme de la compétition, les diffuseurs semblent assez satisfaits des audiences. En France, France Télévisions annonce 31.6 millions de téléspectateurs pour l'ensemble des rencontres diffusées sur le service public. Le match le plus regardé est sans surprise le quart de finale entre la France et l'Australie avec 5,7 millions de téléspectateurs en moyenne, soit 69,6 % de part d'audience. La finale, elle, a rassemblé 3,1 millions de téléspectateurs ce qui représente 26,9 % de part d'audience. Ces chiffres sont en retrait par rapport à la précédente Coupe du monde, mais l'horaire de diffusion de cette dernière était plus propice à de fortes audiences.